# Historia de la Puerta del Sol

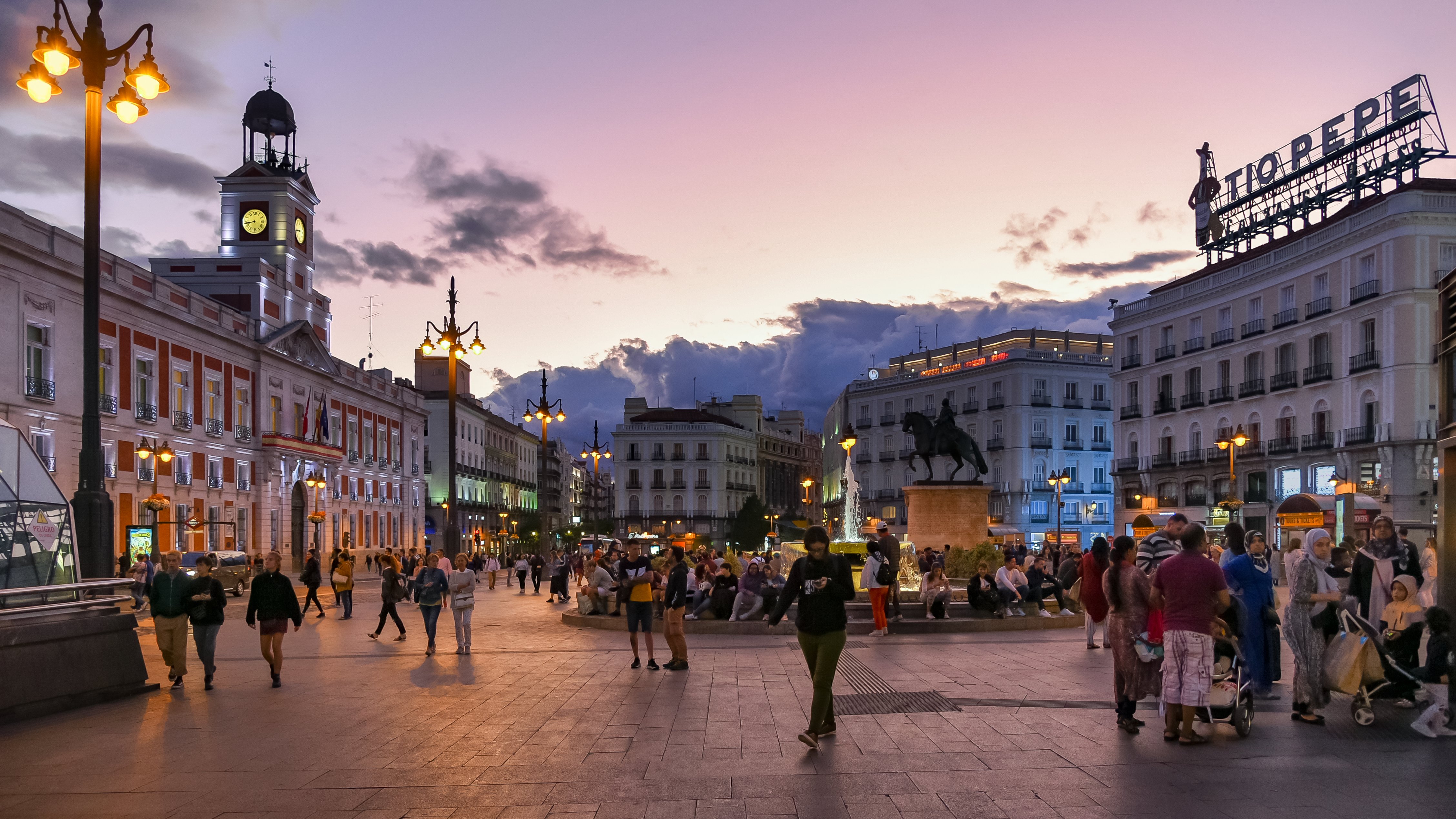
Puerta del Sol (2019).

La historia de la Puerta del Sol representa una parte esencial de la memoria de la Villa de Madrid (capital de España), no solo por ser la Puerta del Sol un punto de frecuente paso, sino por constituir el «centro de gravedad» del urbanismo madrileño. La plaza ha ido adquiriendo su carácter de lugar de importancia histórica desde sus inciertos inicios como calle Ancha e impersonal en el siglo XVI, hasta las descripciones de los primeros viajeros románticos, las recepciones de reyes, las rebeliones populares, manifestaciones, etc. Ha sido el escenario de los acontecimientos principales de la vida de la ciudad, desde la lucha contra los invasores franceses en 1808 hasta la proclamación de la Segunda República en 1931, conservando además su lugar como protagonista de la costumbre de servirse las doce uvas en Año Nuevo, al son de las campanadas tocadas por el reloj de Correos. En la actualidad es un nudo de comunicaciones, punto de reunión, de citas, lugar de celebraciones y comienzo de manifestaciones en la Capital.
Durante este intenso devenir histórico, la Puerta del Sol ha ido reuniendo lo popular de Madrid en sus diversas épocas. Desde sus comienzos, su posición en la geografía urbana madrileña le ha dado un protagonismo como lugar de encuentro social, nombrado a veces como forum matritense. Ha sido definida también como «Plaza y foro» de España por Antonio Machado, y Ángel Fernández de los Ríos mencionó que «No hay allí un palmo de terreno que no esté regado con la sangre de patriotas, de facciosos o de revolucionarios».
Desde el punto de vista arquitectónico, la Puerta del Sol es un espacio de paso ensanchado, de forma oblonga, un punto de convergencia de calles que adquiere el aspecto de plaza a mediados del siglo XIX. En dicho espacio desembocan una decena de calles, que en el siglo XVIII eran once. La Puerta del Sol ha ido sufriendo diversas obras de mejora urbana a lo largo de su historia, siendo la más importante la acometida a mediados del siglo XIX. En muchos casos la actuación urbana realizada a lo largo de su historia ha borrado poco a poco importantes edificios del pasado. De todos ellos, el único sobreviviente es la antigua Casa de Correos, que después fue la sede del Ministerio de Gobernación y en la actualidad sede de la Comunidad de Madrid. Se trata del edificio más antiguo de la Puerta del Sol actual. El segundo en antigüedad es la Casa Cordero, que a lo largo de la historia de la plaza ha ido cambiando de uso.
La Puerta del Sol ha entusiasmado a diversos escritores desde los comienzos de su historia, y muchos de ellos han incluido este espacio en sus obras literarias. Ramón Gómez de la Serna y la generación del 98, en sus obras madrileñas, han descrito el ambiente social de este centro. En ellos describen la animación existente de sus actividades diurnas. Desde Lope de Vega hasta Ramón Gómez de la Serna las descripciones literarias son frecuentes, quizás por las tertulias literarias del siglo XIX en sus famosos cafés. 

## Los orígenes
Los historiadores especializados en los orígenes de Madrid muestran que los primeros pobladores del área madrileña fueron las tribus prerromanas de los carpetanos. Sus poblados se establecieron en la zona cercana al actual Palacio Real. Poco se sabe de los asentamientos romanos que al invadir Hispania se asentaron en Madrid, y se desconocen las costumbres y formas de habitar los antiguos poblados que proliferaban por los alrededores. Las primeras noticias del asentamiento primitivo, que a manera de población era denominado Magerit, datan de la época de la conquista omeya de la península ibérica, cuando se establecieron en la zona realizando una fortificación amurallada que rodeaba y defendía la población de posibles ataques. Los intentos posteriores de Ramiro II de León y el conde de Castilla Fernán González para tomar la plaza fortificada tuvieron éxitos momentáneos en el año 932. Durante los años de la Reconquista el centro del Magerit musulmán era la Plaza del Alcázar que se encontraba ubicada en medio de olivares, y probablemente en el lugar de la construcción conocida con el nombre de Alcázar, incendiada en 1734 y en cuyo emplazamiento se edificó el actual Palacio Real. Finalmente, la plaza fue tomada por los cristianos durante el reinado de Alfonso VI en el 1085. 
Más de un siglo después, en el XII, el crecimiento del caserío hizo necesario construir una cerca (muralla) que por el este tenía la puerta de Guadalajara (del camino de Guadalajara) situada aproximadamente a la altura del actual mercado de San Miguel. Otra puerta de la época medieval, relativamente cercana, perteneciente a la misma cerca que la puerta de Guadalajara, era la denominada Puerta Cerrada (en la actualidad convertida en una plaza). 
Madrid es considerada como ciudad a partir de la Carta de Población del Vicus Sancti Martini, concedida por Alfonso VII en 1126. Dicha carta hace que la nueva población surja como dependiente administrativamente de un prior:

(…) populetis vicum Sancti Martini de Maidrit, secundum forum Burgi Sancti D(omi) nici vel Sancti Facundi (…)
Archivo Histórico Nacional

Desde entonces, y como era normal en la época, el caserío se extiende extramuros y, a la derecha de la puerta de Guadalajara, nace la llamada entonces Plaza del Arrabal que se convertiría siglos después en la Plaza Mayor. El caserío creció hasta el punto que fue necesario construir otra cerca, ya en el siglo XIV, en que la puerta de Guadalajara se desplazó hacia el este y la nueva puerta orientada hacia el nacimiento del sol, se llamó Puerta del Sol, por la misma razón que la casi contemporánea puerta del mismo nombre en Salamanca.
Tres siglos antes, en una zona cercana a lo que sería la Puerta del Sol se encontraba el arroyo del Arenal, donde surgiría posteriormente un núcleo de población, el arrabal de San Ginés. La otra zona se encontraba en la zona septentrional cercana al Postigo de San Martín (cerca de la actual Plaza del Callao) y estaría inicialmente muy desprovista de edificios. El arrabal de San Ginés se asentó en la orilla meridional del arroyo. Esta zona tendría una intensa actividad artesana y hostelera en forma de mesones, todo ello consecuencia inmediata de ser paso importante de acceso a la nueva ciudad. Hacia 1420, puede suponerse que una hilera discontinua de viviendas empezara a conformar el tramo de la calle Mayor.
Todas esas calles acabarían teniendo una salida común de la ciudad en la puerta que el pueblo denominaría Puerta del Sol, la cual se encontraba en la entrada de la actual calle Preciados (Cava del Arrabal). La descripción que hacen los documentos de la época parece dar mayor relevancia a la Puerta de Guadalajara (ubicada en la actual calle Mayor) en detrimento de la incipiente «calle ancha» que será la Puerta del Sol. Para saber el tamaño de tal calle, algunos cronistas mencionan que la anchura de la puerta apenas superaba la de dos carros. Muchos de los historiadores de Madrid (como es el caso de López de Hoyos) mencionan a la Puerta del Sol, en la época medieval, como un «tránsito, camino y entrada de Madrid».
Existen referencias que aseguran que en el siglo XIV la embocadura de la puerta de la muralla estaba situada aproximadamente en medio de la entrada de la actual calle Preciados a la Puerta del Sol. A mediados del siglo XV la zona del centro de la ciudad empieza a crecer, y a causa de ello la zona del Postigo de San Martín empieza a poblarse y expandirse hacia la zona cercana a la Puerta del Sol. El área, por su carácter llano y bien nivelado, resultaba muy idónea para la reunión y como punto de partida de otros posibles caminos.
En 1478 la Puerta del Sol es mencionada como una entidad urbanística y en 1481 se cita documentalmente, por primera vez, en la descripción de un pleito popular relativo a la demarcación de las jurisdicciones de las parroquias de San Ginés y San Martín, ambas en disputa desde antaño. La parroquia de San Ginés había expandido su área hasta ocupar el arrabal del Arenal (hoy calle del Arenal) extendiendo su influencia hasta la actual calle Preciados. Esa expansión se extendió amenazadoramente hacia los límites de la parroquia de San Martín (ubicada más al norte, en un lugar cercano a la actual Plaza del Callao), lo que dio lugar al pleito citado. De esta época datan también los escritos sobre las solicitudes realizadas por Juan de Madrid acerca de un solar ubicado en la Puerta del Sol (igualmente uno de los primeros documentos en mencionarla explícitamente como tal). En 1498 se ordena pavimentar la «calle grande de la Puerta del Sol» (se refería a la que más tarde sería la plaza), y en 1501 una disposición municipal dispone el «empiedre de la calle grande de la Puerta del Sol para la entrada de los príncipes». El espacio, debido a la concurrencia ciudadana, era dedicado a echar los pregones oficiales a la ciudad.
Una de las teorías sobre el origen del nombre se remonta al año 1520 cuando la Junta de Madrid se reúne para organizar la sublevación contra el rey Carlos I (nacido en Flandes), rebelión que protagonizan en Madrid los comuneros de Castilla, bajo el mando de Zapata. En esta reunión deciden construir una fortificación con una puerta mirando hacia el este, lugar por donde sale el sol. Los comuneros había extendido su rebelión por los diferentes territorios de Castilla contra el que denominaban «rey extranjero», y la población de Madrid se defendió de las tropas imperiales mediante la construcción de fortificaciones. Esta suposición, aun documentada y validada por varios estudiosos, es puesta en duda por recientes investigaciones. Otra teoría acerca del origen del nombre menciona cómo un pintor anónimo hiciera una pintura o relieve de un sol en una de sus puertas, dando lugar con el transcurso de los años al nombre actual.
El espacio no cobra su aspecto de área rectangular tipo plaza, permaneciendo como una encrucijada de diversas calles, hasta rebasado el primer cuarto del siglo XVI. En 1570 se derriba el muro del fuerte y el área se despeja en forma de plaza, frecuentada por aguadores y vendedores ambulantes. Aparece una fuente en su centro, la fuente de la Mariblanca. La imagen de la Puerta del Sol a mediados del siglo XVIII era la de un conglomerado de casas desiguales, la mayoría de un solo piso. El barrido de las calles se hacía de forma semanal, en los corrales existían a menudo caballerías muertas, y el olor era insoportable en algunas zonas a causa de la putrefacción y la acumulación prolongada de basuras. La situación cambió paulatinamente durante el reinado de Fernando VI, siendo el cambio más significativo el que experimentará con Carlos III.

## Las primeras grandes construcciones

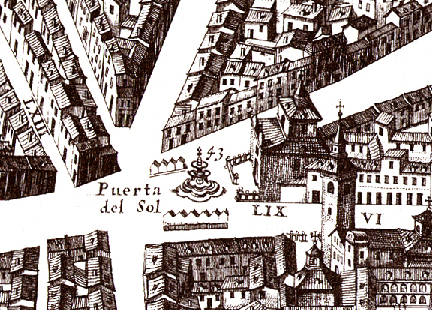
Imagen del Plano de Texeira mostrando la fuente de la Mariblanca y la iglesia del Buen suceso.

En los inicios del siglo XVI el espacio de la Puerta del Sol era un paso ensanchado con diversos edificios importantes, cada uno provisto de «lonjas» en las que se reunían los habitantes para comerciar con diversos productos, socializar con vecinos, enterarse de nuevas, divulgar noticias, etc. La importancia de la Puerta del Sol en el siglo XVI era escasa comparada con otras zonas de Madrid, mostrando las crónicas de la época que eran más relevantes la Plaza del Salvador (antecesora de la Plaza de la Villa), la Puerta de Guadalajara, y ante todo la Plaza Mayor. La denominación de calle grande era habitual en los documentos de la época. La calle ensanchada que es la Puerta del Sol de finales del siglo XV, fue empedrada y la repercusión del coste final de tal mejora acabó en disputa entre el Ayuntamiento y los primeros vecinos de la Puerta del Sol. Estos alegaban que la obra debía ser costeada por el Ayuntamiento, algo que este negaba. El interés oficial respondía a una mejora del decoro y aspecto estético que mostraba la calle a las comitivas reales que habitualmente entraban en Madrid por la Puerta de Alcalá camino del Alcázar. Los vecinos tenían interés en mejorar la comodidad de acceso y tránsito por las calles. Las comitivas más importantes en esas primeras épocas fueron la entrada de Carlos V en la Villa, y de la misma forma su hijo Felipe II el 6 de enero de 1560. En el siglo XVIII existía una iglesia y hospital de la Inclusa para niños expósitos, ubicado en la calle Preciados. En las cercanías de la Puerta del Sol se fundó un convento de carmelitas calzados en 1573, sobre una antigua mancebía de la calle del Carmen, que había sido desalojada en 1541. A pesar de que su advocación era la de San Dámaso Papa, durante su historia fue más conocido por el nombre del Carmen Calzado. La iglesia y el convento fueron exclaustrados y desamortizados en 1836, quedando únicamente en funcionamiento la iglesia, que actualmente es la parroquia de Nuestra Señora del Carmen y San Luis. 
Estas primeras construcciones de la Puerta del Sol se ven acompañadas en 1580 por las realizadas en la vecina Plaza Mayor. Tras haber trasladado la Corte a Madrid en 1561, Felipe II encargó el proyecto de remodelación de la Plaza Mayor a Juan de Herrera, comenzándose el derribo de las «casas de manzanas» de la antigua plaza ese mismo año. La construcción del primer edificio de la nueva plaza, la Casa de la Panadería, comenzaría en 1590 a cargo de Diego Sillero, en el solar de la antigua lonja. En 1617, Felipe III, encargó la finalización de las obras a Juan Gómez de Mora, quién concluirá la plaza en 1619. A partir de este momento ambos espacios cercanos rivalizan por ser lugar de celebraciones y congregaciones de los ciudadanos de la incipiente ciudad.

### Los mercadillos y vendedores callejeros
Otra dimensión urbana de la Puerta del Sol desde sus comienzos es la comercial. Debido a que fue un lugar de paso importante en la entrada y salida de la ciudad, y que posteriormente se convirtió en un centro de reunión, este entorno favorecía la generación espontánea de negocios y ventas de diversos artículos. El Ayuntamiento comisionó a diversas personas a lo largo del tiempo con el objeto de ordenar, regular y prohibir ciertas actividades comerciales a «pie de calle» en la Puerta de Sol. Entre el Hospital de la Corte y el Convento de la Victoria (en la Carrera de San Jerónimo) se ubicaba en el siglo XVI un mercadillo al aire libre de alimentación: frutera, panadera y verdulera. De forma ambulante se vendían en la misma Puerta del Sol diversas baratijas, por lo que a dichos mercadillos se les denominaba ‘baratillos’, y las mercancías más habituales eran ropa vieja, peluquines, lazos, gorras, perrillos, con presencia de buhoneros, latoneros, etc. Comienzan a establecerse en los meses calurosos los denominados alojeros (vendedores callejeros de aloja, que servían la bebida en tazas de cristal con dos asas en puestos señalados por una bandera blanca cruzada de rojo, denominados ‘alojerías’). En muchas ocasiones estos vendedores llevaban la mercancía consigo y la vendían a pie de calle. 
En verano se establecían igualmente en la plaza los puestos de venta de melones y sandías. Todos estos puestos de venta se denominaban cajones por ser su construcción de madera (algunos de ellos pueden verse en el plano de Texeira rodeando a la fuente). La densidad de puestos debía ser tal que entorpecían las calles de acceso, a lo que pronto se quiso poner solución mediante bandos municipales que limitaban su existencia; hasta que con el tiempo los mercadillos se fueron trasladando a la Plaza del Carmen. A partir del siglo XVII se establecieron negocios libreros, algunos de los cuales protagonizarían dramáticos episodios, como la Librería San Martín, a cuya puerta fue asesinado Canalejas.

### La Iglesia del Buen Suceso

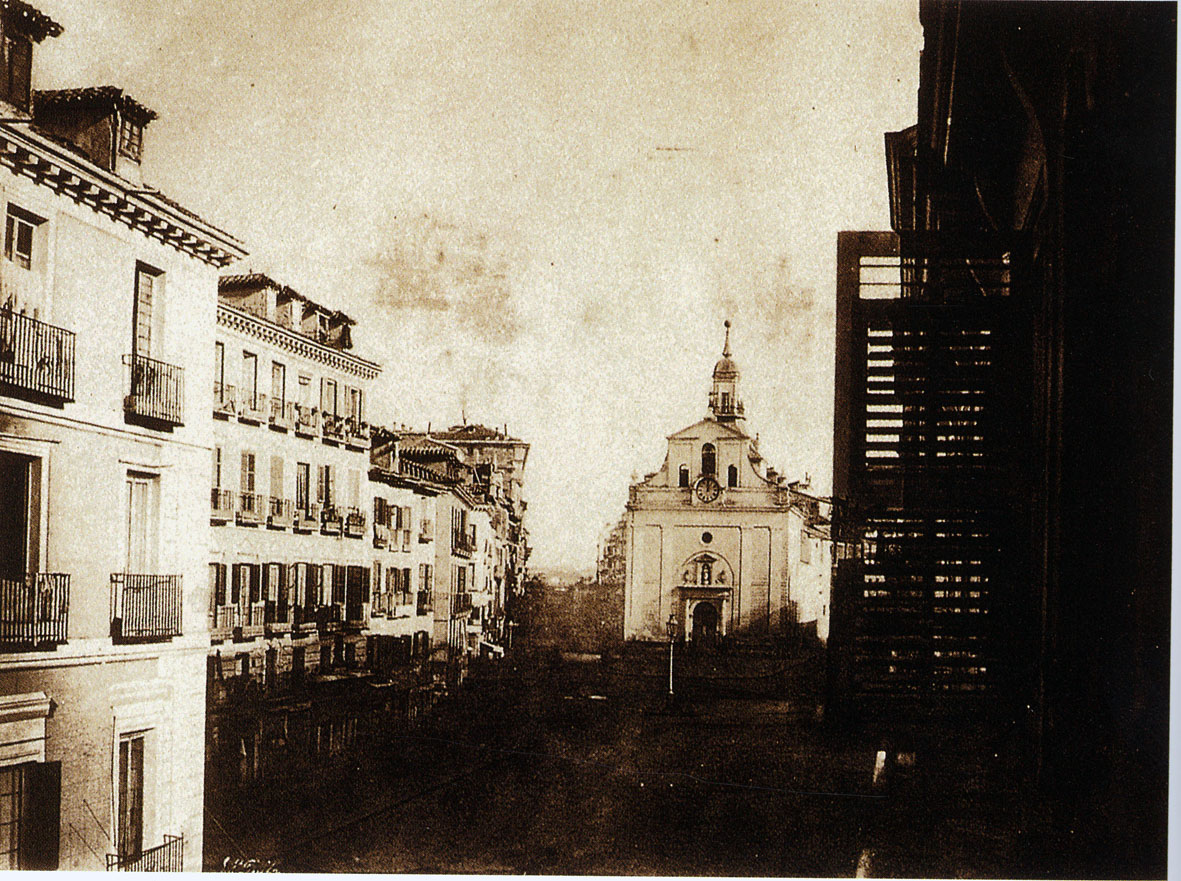
Imagen de la Iglesia en la Puerta del Sol al fondo en 1854 (justo antes de la gran reforma de la Puerta del Sol).

Esta modesta construcción databa del siglo XVI. La Iglesia de Nuestra Señora del Buen Suceso, construida en 1529 y demolida en 1854 tuvo su origen en una modesta ermita medieval vinculada arquitectónicamente al Hospital de San Andrés (Hospital Real de la Corte). La primitiva Iglesia y el Hospital del Buen Suceso estaban situados en el lado oriental de la elemental Puerta del Sol, entre las calles de Alcalá y la carrera de San Jerónimo. Era denominada inicialmente Hospital de la Caridad (o de la Corte). Fue el primer gran monumento de la Puerta del Sol, y durante sus trescientos años llevó una existencia llena de reformas y descuidos que acabaron con su demolición, a mediados del siglo XIX. Fue sin duda la imagen representativa de la Puerta del Sol durante este periodo inicial, anterior a las obras de ensanche de la Puerta que se realizaron a mediados del siglo XIX. 
Los primeros vestigios de esta edificación datan de la época de Juan II. Inicialmente se fundó la Ermita de San Andrés y un pequeño hospital, ideado con el fin de atender a los numerosos enfermos de la devastadora infección de peste que entró en Madrid en 1438. Este edificio fue cambiando de forma debido a las sucesivas reformas realizadas a su fachada y su estructura principal. También fue cambiando de funcionalidad y de hospital se convirtió, poco a poco, en iglesia. Este edificio religioso tuvo una gran relevancia durante varios siglos en la historia de la Puerta del Sol. Poseyó en su fachada durante siglos el reloj de la Puerta del Sol, hasta que a mediados del siglo XIX fuera sustituido por el de la Casa de Correos. La iglesia fue demolida en 1854 a causa de la desamortización de Mendizábal, dando lugar a la que sería después la gran obra de ensanche en el siglo XIX. La reforma de la plaza acaecida en el año 2009 volvió a renovar su protagonismo al descubrirse sus cimientos accidentalmente, hecho que provocó la paralización de las obras. En la actualidad pueden verse sus restos en los accesos a la Estación de Cercanías de Sol. Un pequeño bloque conmemorativo de la histórica iglesia, junto con una placa con su descripción, puede verse en la actualidad en la Puerta del Sol.

### Convento de San Felipe el Real

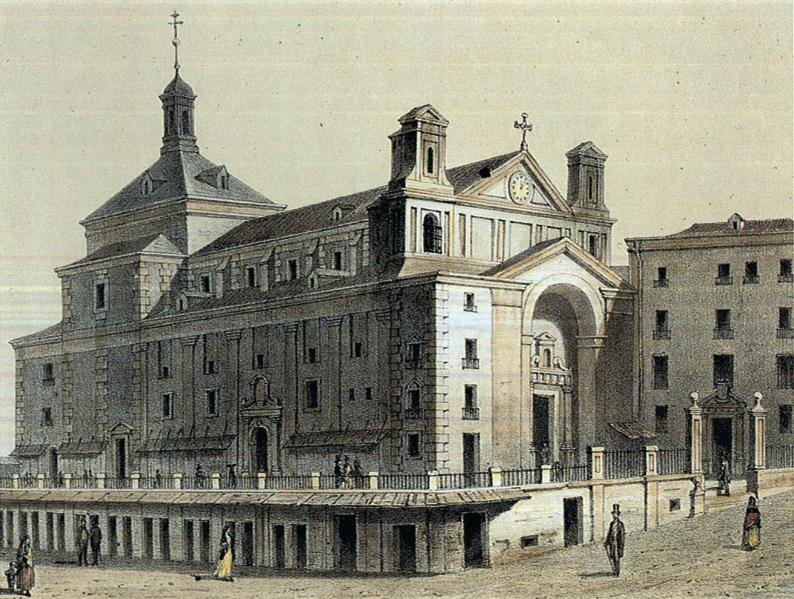
El Convento de San Felipe el Real en una xilografía de 1878. Se puede ver la lonja (denominada mentidero) y las denominadas covachas debajo de la lonja.

Otro de los edificios importantes en la Puerta del Sol, edificado en el siglo XVI, fue el Convento de San Felipe el Real. Este convento fue fundado el 9 de marzo de 1546 por fray Alonso de Madrid, padre provincial de los agustinos descalzos; estuvo situado en la calle Mayor esquina a la calle Esparteros. En el Monasterio, construido con piedra berroqueña, vivieron los agustinos descalzos. La amplia explanada existente enfrente de sus puertas (denominada lonja) se convirtió en un lugar propicio para establecer tertulias improvisadas, oír rumores, divulgar noticias, etc. Durante siglos fue uno de los "mentideros de la villa", denominado popularmente "Gradas de San Felipe", en alusión a la advocación del convento. Las gradas permitían el acceso a la lonja, la cual se encontraba limitada por una reja metálica. La popularidad de este espacio como lugar de reunión hizo que Vélez de Guevara mencionara que desde este mentidero "salen las nuevas antes que los sucesos". A veces conocido como el "mentidero de los soldados" o de los tercios españoles, al ser este lugar de reunión de los soldados, que contaban las hazañas realizadas en Flandes e Italia. Esta lonja era de mayor superficie que la existente en la Iglesia del Buen Suceso, y por lo tanto, fue de mejor aceptación como lugar apto para la reunión social. Debajo de la lonja existían las denominadas covachuelas, lugar en el que se encontraban una treintena de puestos que hacían de mercadillo de diversas mercancías como juguetes. Estas covachuelas se alojaban en un sótano abierto por veintiocho arcos de orden dórico. El Monasterio de San Felipe fue una de las obras monumentales más bellas del Madrid del siglo XVI.
Durante el reinado de Carlos I existía en la cercanía de San Felipe una mancebía pública que se encontraba ubicada entre las calles Mayor y del Arenal (en el lugar donde estará en el futuro el Palacio de Oñate) y se denominaba las Soleras. Finalmente se desplazaron las Soleras por quejas reiteradas de los monjes del San Felipe el Real. La Puerta del Sol ya era en pleno siglo XVIII la plaza más concurrida de Madrid. Ponz la menciona en 1776 como "El paraje más público de la Corte". Estas comparaciones se hacían frente a otro espacio como la vecina Plaza Mayor. La Iglesia se quemó en un incendio acaecido el año 1718 y fue posteriormente saqueada por las tropas francesas durante la Guerra de la Independencia. Quedó durante un tiempo posterior el claustro, obra de Francisco de Mora, hasta que fue igualmente derribado. El espacio que ocupaba todo el edificio, ya convertido en solar, acabó siendo la actual Casa Cordero, y en el primer piso se encontraría en el siglo XIX el conocido Bazar de la Unión.

### Convento de Nuestra Señora de las Victorias

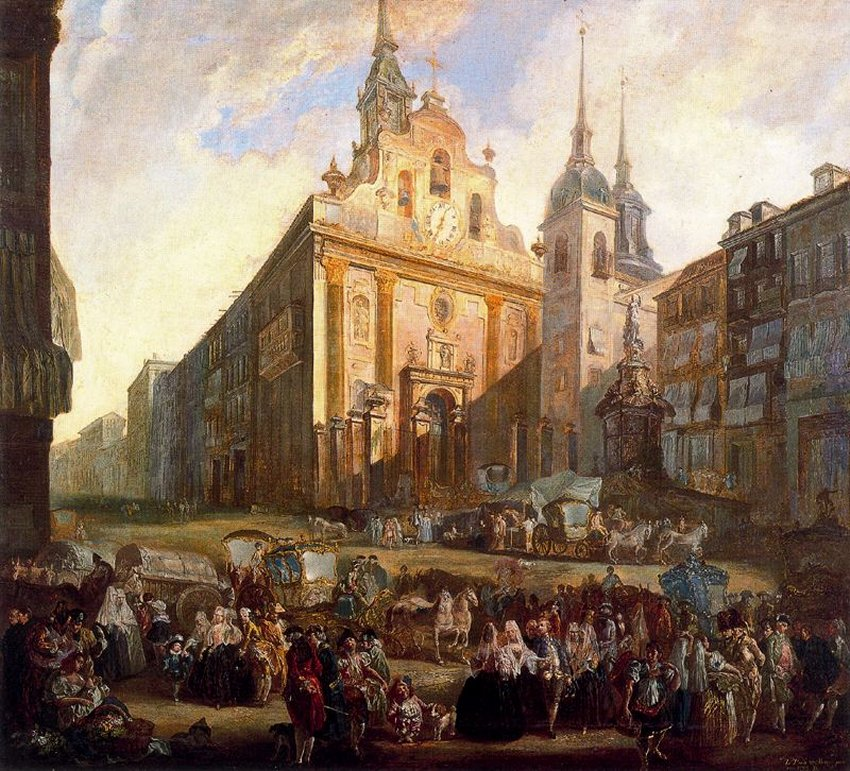
Imagen de 1773 con la Iglesia del Buen Suceso y a la derecha se ve una parte del Mínimo de las Victorias, a la izquierda el inicio de la calle Alcalá.

Fray Juan de Vitoria, Provincial de Castilla de la orden de San Francisco de Paula de los Mínimos, solicitó al rey Felipe II la construcción de un convento en Madrid de dicha orden (denominado por esta razón también como Convento de Mínimos de San Francisco de Paula). El rey accedió, pese a la oposición de los frailes agustinos del muy próximo convento de San Felipe el Real, y se procedió a la construcción del edificio, que finalizó en 1561. El 1 de agosto de ese año se celebró allí misa por primera vez. Este convento se ubicaba en el área comprendida entre la propia Puerta del Sol (haciendo esquina) y las calles actuales de la Victoria, de la Cruz, Cádiz y Carretas. La misa de la Iglesia de la Victoria estuvo muy de moda entre los reinados de Felipe III y Felipe IV; la imagen de Nuestra Señora de la Soledad (esculpida por Gaspar Becerra) se hizo muy popular y era sacada en la procesión del Viernes Santo. La iglesia era de arquitectura neoclásica. Durante la Guerra de Independencia el edificio fue seriamente dañado y posteriormente restaurado. 
Al igual que el vecino Convento de San Felipe el Real existió hasta que la desamortización de Mendizábal, en 1836, decretó que fuese finalmente derruida. Esta iglesia tuvo su puerta en la actual calle de Espoz y Mina (que por entonces no existía) y tuvo fama entre damas y galanes por celebrar una "misa ligera" (de corta duración). La iglesia aparece frecuentemente en la literatura del siglo XVI y posterior, en obras de Tirso de Molina (La celosa de sí misma, 1620), Moreto (El Caballero, 1652) o Antonio Solís (La gitanilla de Madrid, 1656).

### Estatua de la Mariblanca

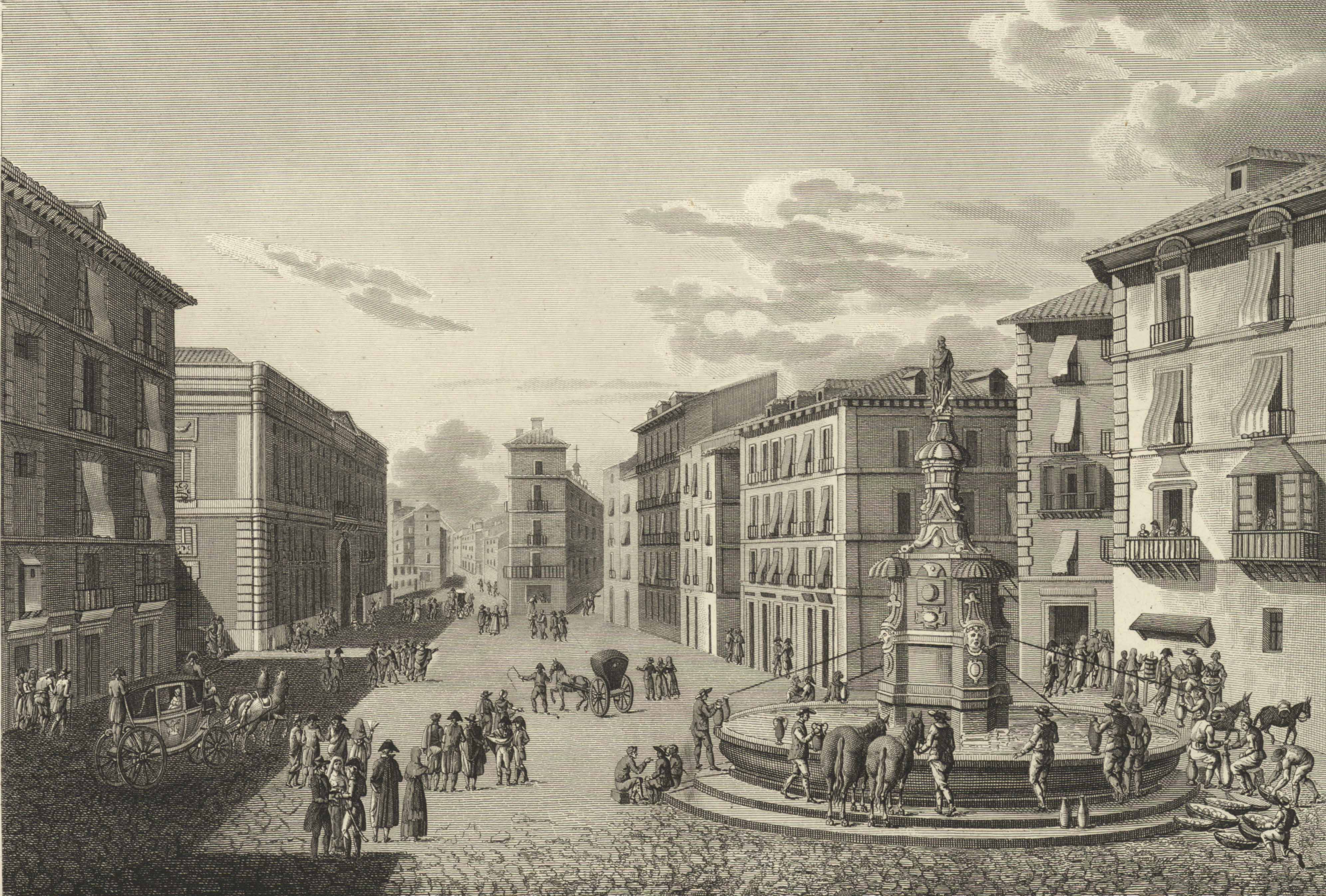
Fuente del Buen Suceso y plaza a comienzos del

Desde el siglo XVI hay noticias de fuentes y caños de vecindad en la Puerta del Sol, para el servicio de aguadores de Madrid. Estas son las más famosas:
Entre 1630 y 1838 coronó la fuente de la Mariblanca, nombre popular de la también llamada fuente de la Fe, fuente del Buen Suceso, fuente de Venus o de Diana (según qué cronista), fuente de las Arpías (por los seres mitológicos que circundaban su pedestal) o primera fuente ornamental de la Puerta del Sol.
En 1630, La Mariblanca apareció por primera vez en el espacio de la Puerta del Sol, rematando la Fuente de la Fe, obra diseñada por el escultor italiano Rutilio Gaci (1570-1634). El conjunto monumental había sido elaborado por el escultor Antonio de Riera, en colaboración con Guillem de Bona, Martín de Azpillaga y Francisco del Río.
En el plano de Mancelli de 1623 solo aparecen en la plaza dibujadas la iglesia del Buen Suceso y la fuente con la estatua de la Mariblanca. Lo mimo ocurre en el plano de Texeira de 1656.
Al parecer, el nombre de Mariblanca le fue dado por los aguadores de la Villa como alusión castiza a la blacura del mármol de que estaba hecha. La profesión de aguador, ejercida durante un largo periodo por gallegos y asturianos, se mantuvo en la Puerta del Sol hasta mediados del siglo XIX, cuando llegaron de las canalizaciones del Canal de Isabel II. Entre todos los personajes de la época que se congregaban en torno a la fuente, se encontraban los menestrales (personas de oficio mecánico), azacanes (especie de aguador) y criados y domésticos de las casas nobles, que iban a llenar los cántaros de agua. Los viernes, los frailes capuchinos montaban un improvisado púlpito para predicar doctrina cristiana a los transeúntes. Las continuas obras de mejora realizadas en la Puerta han hecho que esta pequeña estatua tuviera diversos emplazamientos a lo largo de la historia, existiendo periodos en los que no aparecía en el mobiliario urbano de la misma. Este periplo no evitó la creciente popularidad de su imagen, haciendo que al final del reinado de los Austrias corriera por Madrid el dicho «Más popular que la Mariblanca» (posteriormente se diría lo mismo de la Cibeles). Asimismo, durante las celebraciones en las que se decoraba la Puerta del Sol, era costumbre engalanar la fuente.
La abundancia de agua subterránea en la zona de la Puerta del Sol hace que a mediados del siglo XVIII existiesen numerosos pozos en el área de la denominada "calle Ancha" (Puerta del Sol), y es destacable que hubiera en este barrio tan céntrico más pozos que en el promedio de Madrid. Es de suponer que el consumo de agua era mayor por el gran volumen del tránsito de personas y animales por la primitiva Puerta. El agua que abastecía la canalización de la zona centro, correspondía a un viaje de agua procedente del Abroñigal Alto (la canalización del "Viaje del Alto Abroñigal" era la responsable de la canalización de agua durante los siglos XVII y posteriores hasta el XIX). La denominación de "calle grande de la Puerta del Sol" es habitual en la documentación de la época, y en la mayoría de los casos hace referencia a ella como lugar de tránsito. La estatua de la fuente sufrió diversos cambios de situación a lo largo de Madrid. Ya desprovista de la fuente, desde 1985, hay una réplica de la antigua Mariblanca puesta sobre un pedestal cilíndrico a la entrada de la calle del Arenal.

## El Madrid de Carlos III

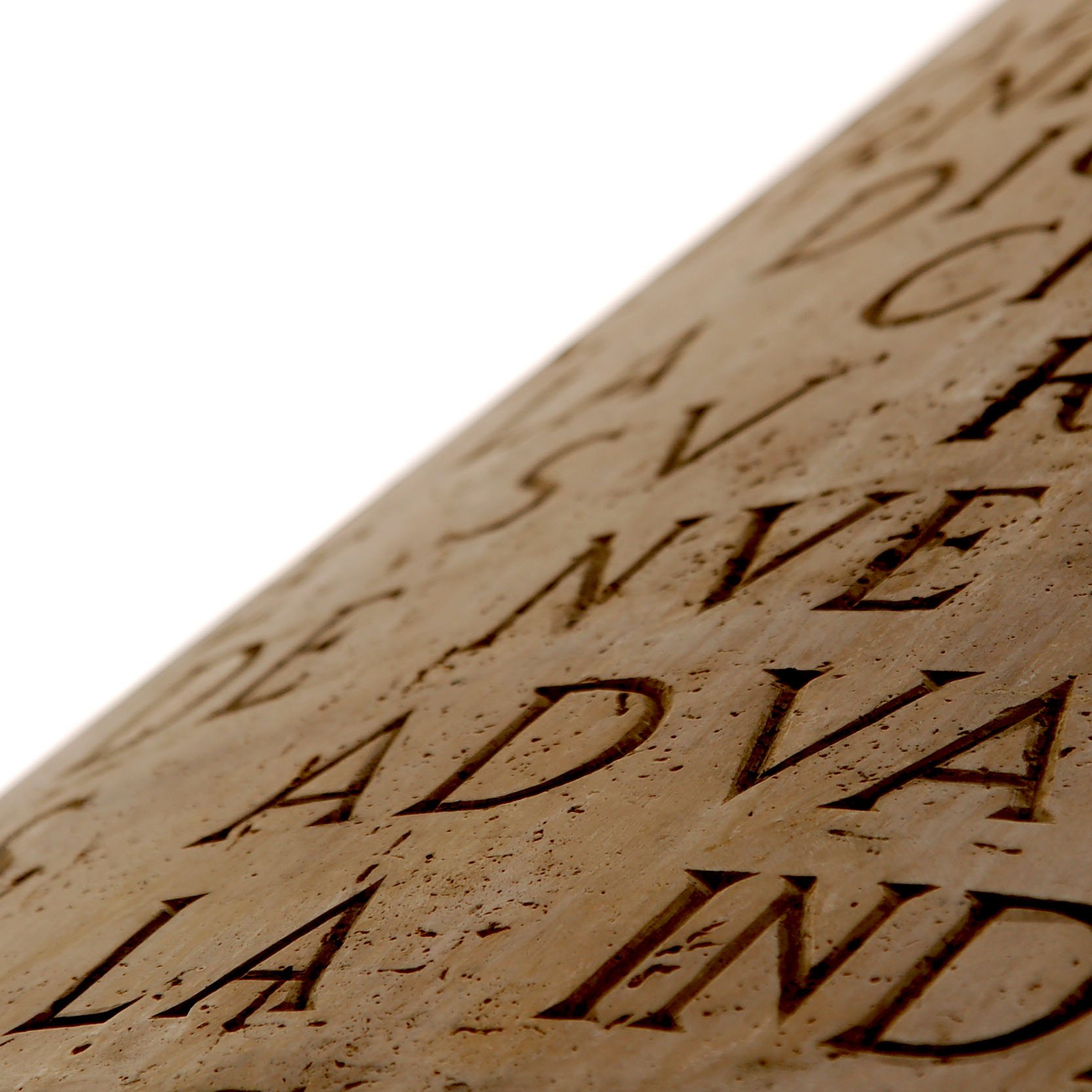
Detalle de la amplia inscripción del pedestal de la estatua de Carlos III (denominado popularmente como el "Rey Alcalde").

El 13 de julio de 1760 la Puerta del Sol se adornó con reposteros en los balcones, y a la fuente de la Mariblanca se la rodeó de una rotonda de ocho columnas con remate de ninfas formando un corro de guirnaldas de laurel. Estos preparativos se realizaban con motivo de la entrada de Carlos III (1759-1788) en la ciudad, procedente de Nápoles. El rey llegó a Madrid acompañado de nuevos arquitectos de Italia y Francia.
En el siglo XVIII, el espacio de la Puerta del Sol se componía de dos zonas muy bien diferenciadas. Dicho espacio contrasta con la situación actual, ya que ambas zonas fueron unidas tras la gran reforma acometida a mediados del siglo XIX. Por un lado, en la parte occidental, se encontraba la zona de las lonjas, o gradas de San Felipe el Real, que miraban hacia la calle Mayor. En el lado opuesto, la zona oriental estaba dominada por la lonja del Buen Suceso que apuntaba a la calle de Alcalá y la carrera de San Jerónimo. Ambas zonas estaban cortadas por la confluencia de las calles de Carretas al sur, y el trío septentrional formado por las calles del Carmen, Montera y Preciados. Antes de la reforma, la impresión era la de dos plazuelas en lugar de una.
Previo a la aparición de los periódicos, la gente acudía a estas dos áreas para compartir noticias, difusión de novedades, conocer gente nueva, vender mercancías, etc. La Puerta del Sol era conocida también en esta época por su gran cantidad de librerías. Algunos de los puntos de reunión habituales en el Madrid de Carlos III (o mentideros) eran la Real Casa de Postas (la Estafeta o, como se denominaba popularmente, el Corralón) ubicada detrás de la Casa de Correos, las "losas de Palacio" en el patio del antiguo Alcázar, el "archivo de novedades", y el mentidero de los "Representantes" en la calle León. 
El ayuntamiento, bajo el auspicio de Carlos III, estableció un sistema de ubicación de calles que corresponde a la denominada Planimetría General de Madrid. El 25 de septiembre de 1765, el rey, debido a la constante queja de los madrileños por tener que encargarse del mantenimiento del sistema de alumbrado de gas de las calles, creó un servicio de serenos (denominados inicialmente ‘faroleros’) con el objeto de zanjar este polémico tema. Con el tiempo los serenos se dedicaron a otras tareas de vigilancia, y la idea pronto se extendió a otras provincias españolas, así como al Nuevo Mundo. Los serenos estuvieron vigilando la noche de la Puerta del Sol hasta mediados del siglo XX. En su cercanía, resulta de relevancia la construcción en 1752 de la Real Academia de Bellas Artes de San Fernando y la Real Casa de la Aduana construida en 1769 por el arquitecto italiano Francesco Sabatini, ambas en la calle de Alcalá. 

### La Real Casa de Correos

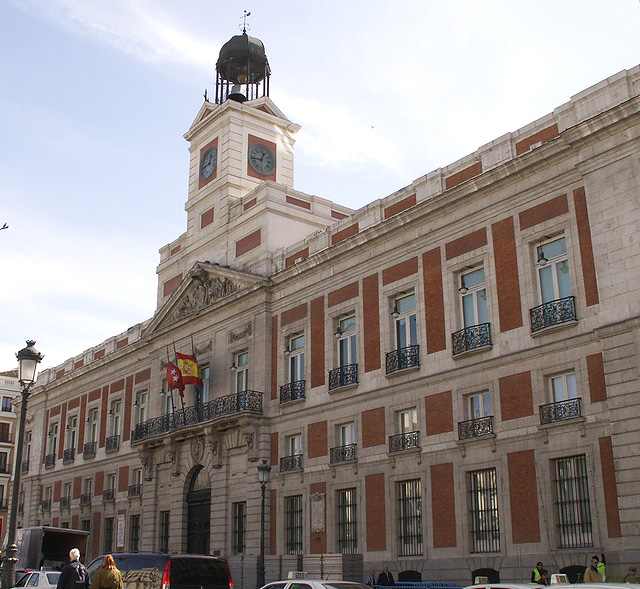
La Real Casa de Correos, construida en 1768, es uno de los edificios más antiguos de los existentes actualmente en la Puerta del Sol.

Al trasladar la Corte desde Toledo a Madrid, Carlos III se encargó de hacer limpiar las calles y de modernizar su aspecto, preparando la ciudad para recibir la Corte. Este esfuerzo afectaba la renovación de la arquitectura urbana, creando nuevas funciones administrativas como el servicio de correos. Para ello Carlos III reactivó la construcción de la Casa de Correos como apoyo a la idea de una administración central al servicio de la nueva Corte ya establecida en Madrid. Hasta el siglo XVIII el servicio de correos no dependía del Estado hasta que Fernando VI decidió hacerse con el control de la correspondencia. Los diseños iniciales de la obra habían sido encomendados al arquitecto español de origen madrileño Ventura Rodríguez, que durante el reinado de Fernando VI había mandado comenzar los derribos de manzanas que lindaban con la Puerta del Sol para la construcción de un servicio centralizado de Correos. La llegada de Carlos III hizo que las obras del edificio se reasignaran al arquitecto francés Jaime Marquet que lo finalizó en 1768. Ventura Rodríguez fue trasladado a Valladolid y apartado del proyecto.
Debido al incremento de correo y a la paulatina necesidad de gestionar el creciente volumen de sacas, en 1792 el arquitecto Juan Pedro Arnal trazaría la que será la Real Casa de Postas, emplazada detrás de la Casa de Correos. El mismo arquitecto diseñó en la vecina calle de Carretas la Imprenta Real, que favorecería el establecimiento de librerías en la Puerta del Sol y calles adyacentes.
El conde de Aranda pronto se dio cuenta de que el edificio podría tener también una cierta utilidad militar debido a la situación céntrica en la que se encontraba, y sugirió la creación de un «cuerpo de guardia permanente». La Real Casa de Correos fue testigo de los principales acontecimientos históricos de Madrid, como por ejemplo el levantamiento del dos de mayo de 1808. A mediados del siglo XIX, pasó a denominarse «de la Gobernación» por albergar el Ministerio de Gobernación a partir de 1847, y se le añadió una torre metálica y un espejo telegráfico que posteriormente se suprimiría con el ocaso de la telegrafía óptica. A comienzos del siglo XX hubo planes de derribo del edificio que finalmente no se ejecutaron. En la actualidad es uno de los edificios más antiguos y emblemáticos de la Puerta el Sol, y sede del Gobierno de la Comunidad de Madrid tras su reforma de la década de 1990.

### El motín de Esquilache
Cuando en 1759 Carlos III, que entonces reinaba en Nápoles, sucedió a su hermano Fernando VI en el trono español, se hizo acompañar de varios de los colaboradores que habían trabajado para él en el reino italiano. Entre ellos se encontraba Leopoldo de Gregorio, marqués de Esquilache, que ocupó en España un puesto de consejero cercano al nuevo Rey. Carlos III le encargó reformas ilustradas en la capital. Sin embargo, ya desde los primeros instantes el pueblo madrileño empezó a detestarle haciendo correr rumores de acumular rentas, asignar a sus familiares puestos importantes y vender cargos. Uno de los hijos de Esquilache pasó de capitán a mariscal de campo en un año. El 10 de marzo de 1766, mediante una Real Disposición, ordenó que los sombreros chambergos y las capas largas fueran substituidas por sombreros de tres picos. Esta indumentaria era considerada muy española y esto fue considerado como una provocación.
El 23 de marzo de 1766, durante el Domingo de Ramos, un hombre paseaba por la puerta de Antón Martín y la guardia le detuvo. El interceptado se defendió y pronto estalló un motín que se dirigió a la Puerta del Sol. El motín hizo que al día siguiente se congregara frente al Palacio Real una multitud, y el nerviosismo hizo que la guardia valona disparase contra una mujer. En represalia, un guardia fue capturado en la calle Mayor. La situación se tensó hasta la intermediación del duque de Medinaceli, que se dirigió a la Puerta del Sol a parlamentar con los amotinados. Se convino finalmente que Esquilache y su familia fueran desterrados, que salieran de la Corte las guardias valonas y que el pueblo vistiese según sus costumbres. Finalmente Carlos III accedió, y Esquilache abandonó la ciudad con su familia dando por finalizada la revuelta.

## El dos de mayo de 1808

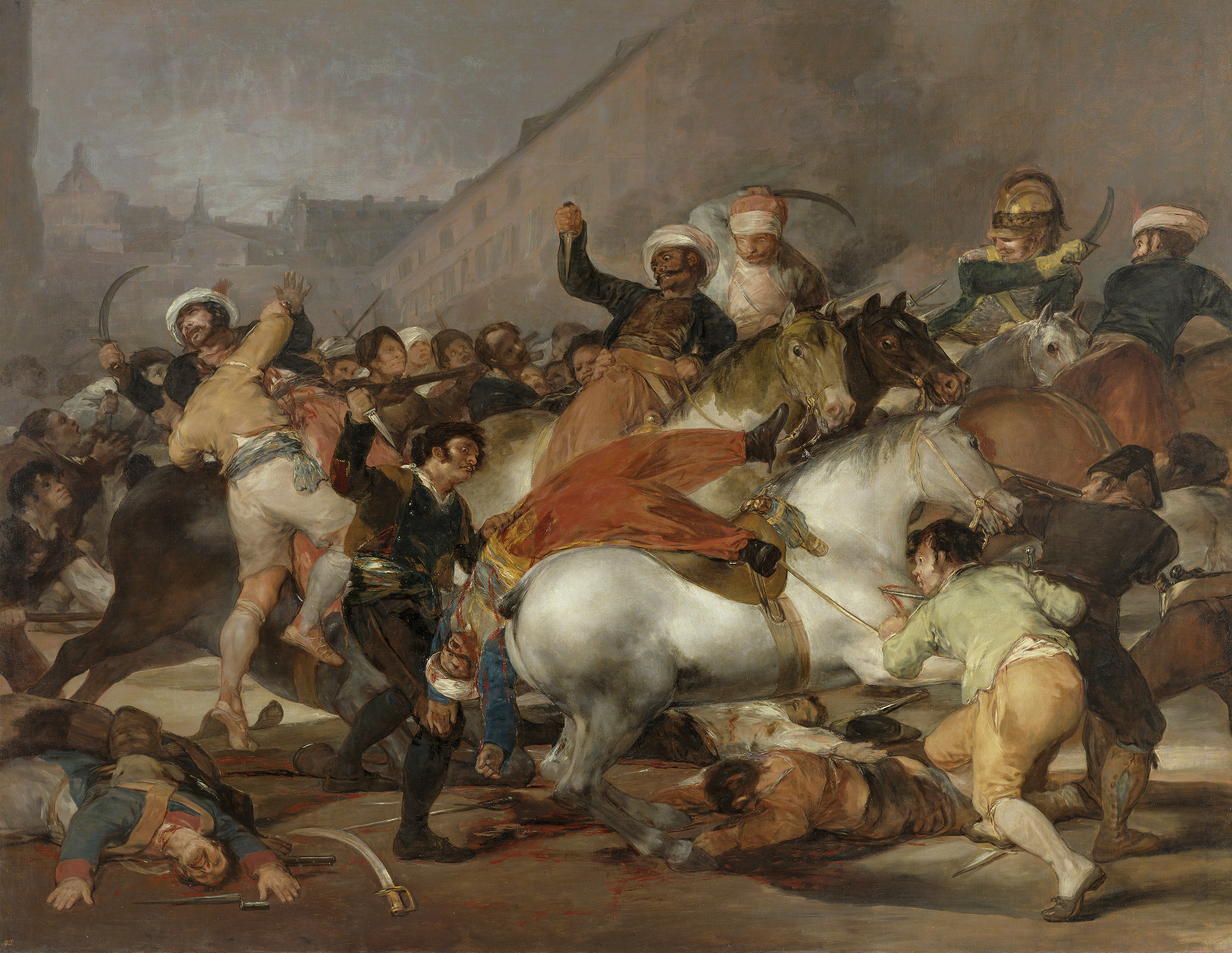
El levantamiento del dos de mayo tuvo uno de sus principales escenarios en la Puerta del Sol.

La presencia de tropas francesas en España, en virtud del tratado de Fontainebleau, se había ido haciendo amenazante a medida que iban ocupando, sin ningún respaldo del tratado, diversas localidades españolas. El total de soldados franceses acantonados en España ascendía a unos 65.000, que controlaban no solo las comunicaciones con Portugal, sino también con Madrid, así como la frontera francesa. El 18 de marzo de 1808 se produjo el denominado Motín de Aranjuez, un levantamiento popular que tuvo lugar en las calles de esta localidad cercana a Madrid, en la cual se encontraba la Corte. Se desencadenó debido a varias causas, entre ellas las consecuencias de la derrota de Trafalgar que recayó fundamentalmente en las clases humildes. A ello hay que sumarle el descontento popular y las intrigas de la Corte, donde se iba creando un núcleo opositor en torno al príncipe de Asturias, el futuro Fernando VII, formado por aristócratas recelosos del poder absoluto de Manuel Godoy, y escandalizados por sus supuestas relaciones con la reina María Luisa de Parma. También el temor del clero a las medidas desamortizadoras. Los incidentes del Motín de Aranjuez fueron caldeando el ambiente y esto afectaba a los viandantes de la Puerta del Sol que acudían a oír las noticias. 
El 2 de mayo del mismo año el pueblo madrileño se alzó en lo que se denominará el levantamiento del 2 de mayo contra los franceses que ocupaban con sus ejércitos las calles de la ciudad. La rebelión dio comienzo a la Guerra de Independencia contra Napoleón, que había ocupado España en 1808 y había conseguido la cesión del trono español a su hermano, José. El 1 de mayo se desencadenó una revuelta frente al Palacio Real y este incidente calentó los ánimos de la población. El alzamiento popular del día 2 de mayo se concentró principalmente en la Puerta del Sol y fue bastante sangriento debido a que los madrileños escasamente armados se enfrentaron a tropas de elite bien pertrechadas, dejando tras el enfrentamiento la cifra de dos centenares de madrileños muertos. Este acontecimiento fue representado por el pintor aragonés Francisco de Goya y Lucientes en un cuadro denominado La carga de los mamelucos en la Puerta del Sol. El cuadro, un óleo sobre tela pintado en 1814, se encuentra en la actualidad en el Museo del Prado. En el cuadro, los insurgentes españoles atacan a las tropas de mamelucos (mercenarios egipcios) que combaten al lado del ejército francés. Goya reflejó en otras obras como Los desastres de la guerra las situaciones de violencia vividas en la Puerta del Sol (Estampa n.º 2). Esta revuelta en las calles de Madrid fue aplastada de forma sangrienta mediante el inmediato fusilamiento de los sospechosos al día siguiente, en los campos de Atocha y la iglesia del Buen Suceso. En recuerdo de ese levantamiento popular existe una placa conmemorativa en la fachada del edificio de Correos, a la derecha de su entrada principal. Dicha placa reza: "A los héroes populares que el 2 de mayo de 1808 riñeron en este mismo lugar el primer combate con las tropas de Napoleón" (otra placa similar se encuentra frente al Palacio Real). El incidente dio lugar a la Guerra de Independencia, en la que numerosos edificios de la capital española, así como de la Puerta del Sol, resultaron dañados.
Otros acontecimientos marcaron la época. El 17 de abril de 1815 se produjo un gran incendio en las casas que había entre las calles de Arenal y del Carmen. Primero se embargaron los cántaros de los aguadores, y al ver como se extendía el fuego se derribaron diecisiete casas de estas calles con el objeto de detener el avance del incendio. Posteriormente, el cura Merino se plantó ante el carruaje de Fernando VII cuando pasaba por la Puerta del Sol y mostrándole la «Constitución de Cádiz» pronunció la frase que posteriormente se haría canción revolucionaria: «Trágala tirano». Los liberales se establecieron en el Café Lorenzini de la Puerta del Sol, y acudían allí Espronceda, Larra, el duque de Rivas, Zorrilla, etc. El café se denomina así por su dueño, José Carlos Lorenzini, que lo inauguró en 1820, y junto con La Fontana de Oro se convirtieron en centros de proclamas durante el Trienio Liberal. En 1864 cambió el nombre a Café de las Columnas. Este café inauguró la tradición de las tertulias que marcaría el aspecto social de la plaza hasta comienzos del siglo XX.

## El Madrid romántico

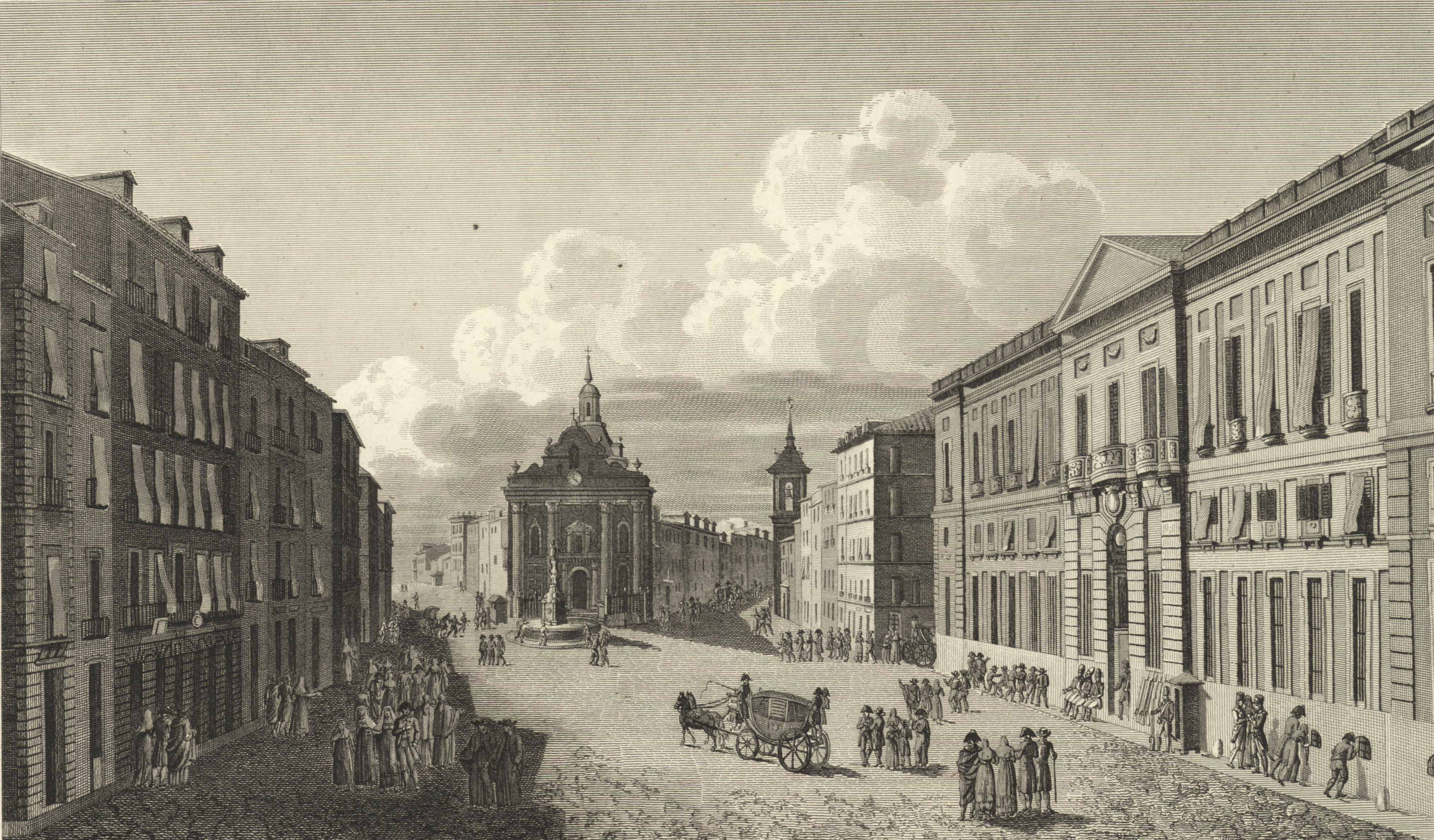
Vista de la plaza a comienzos del. Al fondo la fuente y la iglesia del Buen Suceso y a la derecha la Casa de Correos.

A comienzos del siglo XIX José Bonaparte, apodado por los madrileños como el "rey plazuelas" debido a su empeño por realizar transformaciones urbanísticas, procedió al ensanche de diversas calles de Madrid derribando casas e iglesias. José I encargó al arquitecto Silvestre Pérez que realizase el ambicioso proyecto de ensanchar la calle del Arenal. De esta forma se ennoblecía el pasaje al Palacio Real y se daba mayor protagonismo al eje Alcalá-Palacio Real. Esta obra no se pudo realizar debido a su corto reinado y a la mala situación económica del país bajo Fernando VII, que no le dio para realizar reformas urbanísticas. 
El 13 de diciembre de 1829 la Puerta del Sol recibió engalanada a la cuarta y última esposa del rey Fernando VII, María Cristina, a quien acompañaban sus padres los reyes de las Dos Sicilias. Para la ocasión se engalanó la fuente de Mariblanca. La estatua de la Mariblanca fue trasladada en 1838 a la plaza de las Descalzas. El 10 de octubre de 1830, con motivo de la celebración del nacimiento de la princesa Isabel, se estrenó por primera vez en España la iluminación por gas en toda la Puerta del Sol y sus calles adyacentes (procedente de la Fábrica de gas cercano a la Puerta de Toledo). La fachada del Buen Suceso llegó a mostrar casi cincuenta mil luces. Los mercados ambulantes, tan típicos a comienzos de siglo, se trasladaron a la recién creada plaza del Carmen. En 1834 se numeraron los locales y las casas de las calles de todo Madrid, siguiendo un sistema de asignación que se fundamentaba en la cercanía a la Puerta del Sol. En 1836 comenzó a aplicarse la desamortización de Mendizábal, la cual afectó a casi un centenar de edificios religiosos, de los que muchos fueron vendidos o demolidos. Uno de los edificios demolidos de la Puerta del Sol fue la iglesia del Buen Suceso, derribada en 1854 dejando un espacio libre en la parte oriental de la plaza. Con el mismo efecto se derribó San Felipe el Real (se dejó el convento que posteriormente se derribó para construir la Casa Cordero) y Nuestra Señora de las Victorias (dando lugar a la calle Espoz y Mina). La victoria del 7 de febrero de 1860 en la batalla de Tetuán hizo que se produjese una gran algarabía festiva en la Puerta del Sol: Isabel II dio un discurso desde el balcón de Gobernación y en la noche se celebraron banquetes en los cafés de la Puerta del Sol.

### Período de Fondas
Existen referencias de que la Puerta tenía tabernas económicas ya en el año 1774. A pesar de ser la época de desaparición de las alojerías, de 1835 a 1838, la Puerta de Sol comienza a tener nuevos establecimientos hosteleros. En 1839 se inaugura un establecimiento con marcado carácter madrileño: el francés Emilio Huguenin Lhardy abre una pastelería en la cercana carrera de San Jerónimo y la denomina Lhardy, un establecimiento que con el tiempo se convertiría en un restaurante afamado en la sociedad madrileña. Un nuevo medio de transporte llega al corazón de la Villa, la diligencia, que trae a la Puerta del Sol un protagonismo inesperado. La afluencia de visitantes aumentó debido a su cadencia de llegada: en el año 1845 la compañía de Diligencias Postas Generales transportó a Madrid cerca de 85.000 pasajeros. La empresa se hizo cargo de una mansión en la calle Alcalá (número quince) propiedad del marqués Torrecilla y la denominó Fonda Peninsulares (o Fonda de Postas Peninsulares). La Fonda se encontraba situada junto a la Casa de Aduanas, y esta junto al Palacio de Torrecilla. La continua llegada de los viajeros extranjeros mediante este nuevo sistema de diligencias alcanzaba la Puerta de Alcalá, y a través de la empinada calle de Alcalá se dirigían a la Puerta del Sol, lugar donde se encontraba el final del viaje con esperas en la Casa de Aduanas. Esta situación acrecentó el número de personas transitando por la Puerta del Sol así como por las calles adyacentes, muchas de ellas buscando alojamiento. La Fonda Peninsulares estuvo funcionando junto a la Puerta del Sol hasta cerrar por un periodo de tiempo, entre 1892 y 1898. El edificio será adquirido por el Ministerio de Hacienda hasta los años sesenta, y posteriormente fue adquirido por un banco. Otras Fondas fueron abriéndose en los alrededores; una de las más conocidas en la Puerta del sol fue La Vizcaína, ubicada en la moderna Casa Cordero. 

### Casa Cordero

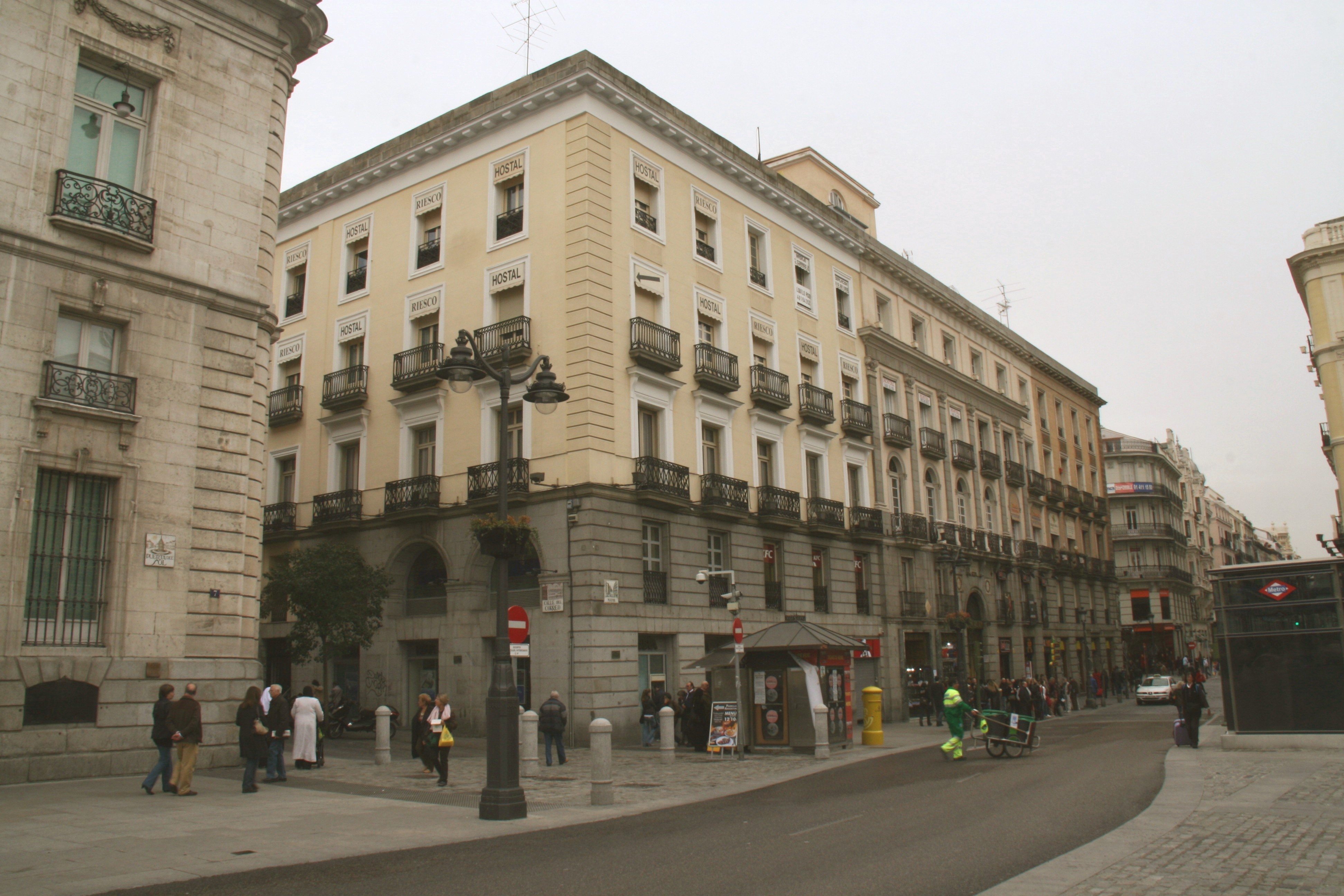
Casa Cordero en la actualidad, el segundo edificio en antigüedad dentro de la organización de la Puerta.

De comienzos de esta época del siglo XIX data la construcción de la Casa de Cordero, conocida también como Casa del maragato debido al origen maragato de su dueño, Santiago Alonso Cordero. Se trata, en el siglo XXI, del segundo edificio en antigüedad tras la Casa de Correos. Se levanta aprovechando el derribo del templo y convento de San Felipe el Real, dejando libre su famoso claustro. El espacio liberado permite dejar nítida la que será posteriormente plaza del Marqués Viudo de Pontejos. Durante el periodo que va desde 1841 hasta 1846 se construye, en el solar que ocupaba anteriormente el Monasterio de San Felipe, una casa diseñada por el arquitecto Juan José Sánchez Pescador. El dueño de la casa finalmente será Santiago Alonso Cordero, un arriero de origen maragato que ganó el dinero en una de las primeras ediciones de la Lotería Nacional de Navidad en España. La casa fue muy conocida en su época por haberse edificado con parámetros de calidad arquitectónica desconocidos en la época. La casa poseía siete patios interiores, 296 ventanas y agua corriente en cada vivienda. Los pasajeros que procedían de los viajes de diligencias y que no querían residir en la Fonda de Postas Peninsulares acababan en la Vizcaína ubicada en la Casa Cordero. Se denominaba así debido al origen bilbaíno de su propietaria, y la calidad del servicio suponía una ventaja respecto a otros establecimientos de la época. La mayoría de los hospedajes de la época se congregaban alrededor de la Plaza y en las calles colindantes.
En 1847 el comerciante y promotor inmobiliario Manuel Matheu inaugura un pasaje y bazar moderno al estilo parisiense en el solar que deja libre el derribo del Convento de la Victoria. La idea urbanística en esta época era la de dotar los alrededores de la Puerta del Sol de "pasajes" comerciales al estilo parisién. Hoy en día este pasaje se encuentra en las inmediaciones de la Puerta del Sol. La Casa Cordero, contemporánea del pasaje, sufriría diversas remodelaciones interiores durante el siglo XIX, albergando el popular Bazar de la Unión.

### Los viajeros extranjeros
La mejora de los medios de transporte a la capital hizo que pronto apareciesen numerosos viajeros-literatos que describirían en sus obras lo que allí observaban. Uno de los primeros viajeros que describió la Puerta del Sol a mediados del siglo XVIII fue el Marqués de Langle (José María Jerónimo Fleuriot) que describe en su Viaje de Fígaro a España la Puerta del Sol como una entrada alegre a la ciudad, haciendo referencia a casas de varios pisos. Este libro fue censurado en 1788 por el conde de Aranda. En 1797 el viajero alemán Christian August Fischer se establece en Madrid durante un año y hace una descripción de la vida cotidiana en la Plaza. Menciona que solo dos edificios daban majestuosidad a la plaza: el edificio de Correos y la Iglesia del Buen Suceso, siendo el resto un conjunto de casas medio derruidas y apuntaladas. Describe un ambiente lleno de gente que hace difícil circular a pie, un ruido atronador de diversos pregoneros gritando, calesas circulando y aguadores que se reúnen en la fuente de la Mariblanca (gritando "¡agua fresca, buena agua fresca! ¿Quién quiere?"), las naranjeras, las floristas, los cocheros, los vendedores de gacetas, los mendigos, las cortesanas, etc. Comenta Fischer que la Plaza era más ruidosa los días festivos debido a la gente se congregaba allí al salir de las iglesias cercanas. 
En 1843 el francés Théophile Gautier publica su relato Voyage en Espagne. Gautier ya menciona algunos de los cafés existentes en la Puerta del Sol como son el Café de Levante, y describe la afición de los madrileños a los sorbetes y diversas bebidas refrescantes como el agraz, el agua de cebada (agua de cebá en la jerga de la época). Otro de los viajeros extranjeros que describe el ambiente social de la plaza es Richard Ford que narra la costumbre española de pasear con la capa y el sombrero. En 1830 el periodista escocés Henry D. Inglys describe la plaza como un pequeño espacio populoso. Posteriormente, en 1836, George Borrow (denominado "Don Jorgito") hace descripciones de la Plaza durante el motín de La Granja.
El escritor italiano Edmundo de Amicis, en el año 1883, quedó impresionado por el ambiente de la Puerta del Sol. En su obra titulada Viaje por España, escrita tras un viaje realizado con motivo de la coronación de Amadeo I, dedica una descripción amplia a la Puerta del Sol y su ambiente social. El viajero Henry Blackburn, al registrarse en el Hotel de los Príncipes años después, tiene una posición inmejorable para describir la Puerta del Sol en su obra.

## La primera gran reforma de la plaza

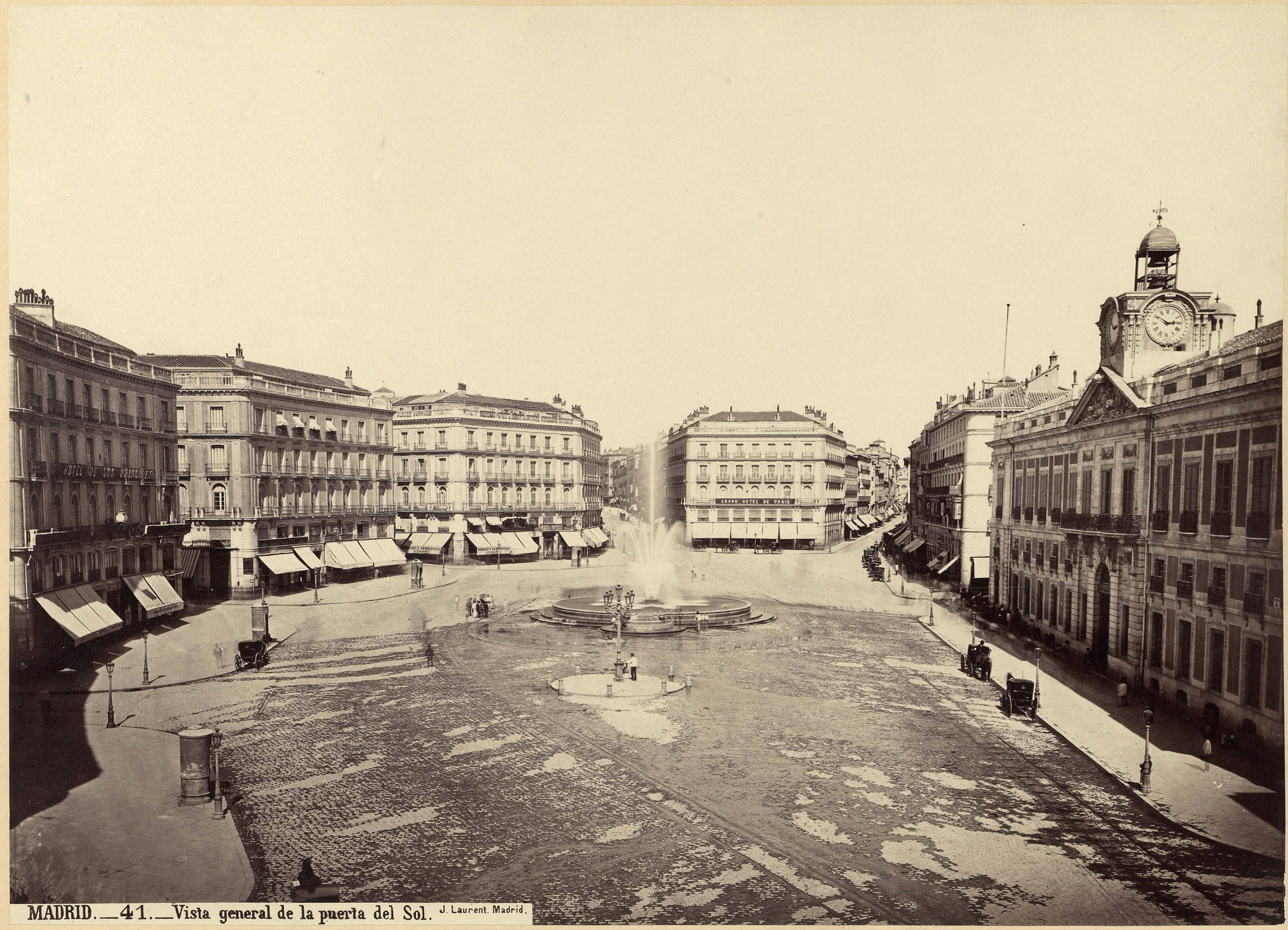
Fotografía de Juan Laurent (hacia 1870) tomada tras la reforma de la plaza.

Ya en 1831, el marqués de Pontejos había aconsejado al Ayuntamiento el derribo del Buen Suceso y San Felipe para realizar un ensanche de la Puerta del Sol. Desde comienzos de siglo XIX se hicieron diversas obras de reforma y remodelación, todas ellas de impacto limitado sobre la Puerta del Sol. Una de las más significativas fue el cambio del empedrado de las calles por cuñas de pedernal tallado (adoquines). De la misma forma, se realizó la instalación de farolas, y un alcantarillado que corre paralelo a las calles de la Puerta del Sol. El asfaltado de la Puerta se comenzó por primera vez en 1848, al poco de derribar la iglesia del Buen Suceso y la Victoria, siendo corregidor de Madrid el conde de Vistahermosa. A pesar de todo ello, la impresión que daba la Puerta del Sol a mediados del siglo XIX, era la de una «plazuela desigual». Las casas no tenían una estructura homogénea. Se realizaban pequeños cambios urbanísticos con el objeto de acomodar algunos aspectos estéticos de la plaza, pero en ningún caso se había realizado una reforma integral de la misma. Todos estos pequeños cambios llevaron a la necesidad de abordar un cambio que "unificara" y ordenara el aspecto estético final de la Plaza. Por otra parte, la presión del creciente problema del tráfico, que en un informe de 1857 mencionaba que desde las ocho de la mañana a las nueve de la noche circulaban por la plaza 3950 carruajes y 1414 caballerías, obligaba a las autoridades municipales a pensar en un ensanche del espacio de la plaza.
Todo ello llevó al Ministerio de Transporte a pensar en cambiar la Puerta del Sol adaptándola a los nuevos tiempos. En la división administrativa de Madrid, establecida el 17 de noviembre de 1840, hace surgir el denominado barrio de la Puerta del Sol, dentro del cuartel del Norte. Este barrio mantendrá esta denominación hasta el 31 de octubre de 1968. Cabe pensar que la Puerta del Sol hasta mediados del siglo XIX era un paso obligado para todos los madrileños que querían cruzar el centro de la ciudad. Era necesario por una parte realizar el ensanche de la misma, y al mismo tiempo proporcionar un aspecto arquitecturalmente homogéneo y monumental. Comenzó el periodo de encargos de estudios urbanísticos que permitieran una remodelación de la plaza.

### Los inicios (un espacio rectangular)
Con las necesidades de cambio el 17 de diciembre de 1852, en una sesión del Ayuntamiento se decide aprobar una serie de alineaciones sobre ciertas calles de la Puerta del Sol. Las alineaciones suponían un cambio lento y barato para realizar reformas urbanas. Las alineaciones fijaban la anchura de las calles, una medida que no tiene repercusiones físicas inmediatas, pero cuando una casa se derribaba el terreno era ajustado a la anchura predefinida y el que quedaba bajo la alineación de la calle se expropiaba; de esta forma se hacía retroceder la fachada a la anchura estipulada. Este procedimiento no tenía la velocidad deseada y resultaba inadecuado. La Puerta del Sol tenía por esta época un área de escasos ochocientos metros cuadrados. Este lento procedimiento de alineaciones fue pensado para la renovación y ampliación de la Puerta del Sol, pero la urgencia de las reformas hace que el 19 de octubre de 1853 la Junta Consultiva de Policía Urbana proponga al Ayuntamiento una reforma que la convierta en una plaza rectangular de cerca de cinco mil metros cuadrados. La Junta estaba presidida por Ramón Mesonero Romanos. La realización de grandes reformas urbanas necesitaba de aprobación ministerial, y esta llega el 18 de enero de 1854 para aprobar las alineaciones, y posteriormente el 15 de febrero del mismo año aprobando la realización de la plaza rectangular. Los intereses encontrados florecieron en esta reforma urbanística y alcanzaron su máximo cuando otra Real Orden de 22 de abril reconoce que es "de utilidad pública" la ampliación de la Puerta de Sol. Esta última Orden abarata forzosamente los precios exigidos por las expropiaciones, algo que no debió gustar a los propietarios de la época.
La propuesta de cambio inicial, afectaba a veintinueve casas del perímetro, distribuidas en ocho manzanas. Se convoca un concurso de proyectos arquitectónicos para decidir el aspecto final. Esta situación hace que numerosos proyectos se presenten, algunos con ideas originales. Uno de ellos firmado por Mariano Albo, presentaba un diseño de plaza rectangular que afectaba a la edificación de la Casa Cordero. Tras diversas deliberaciones, se aprueba el proyecto presentado por el arquitecto José Antonio Font. Tras aprobar el proyecto, el Ayuntamiento convoca la subasta de obras: el plazo se abrió el 30 de octubre de 1855 pero curiosamente nadie se presentará a licitar las obras. Con el objeto de desbloquear la situación, el 16 de enero de 1856 se crea una Comisión Especial que en menos de un par de semanas decide que el proyecto de plaza rectangular es el más adecuado. La decisión causó numerosas protestas, enfados y discusiones. La Comisión, presidida por Pedro de Navascués, daba su apoyo polémico al proyecto del arquitecto Juan Bautista Peyronet. Peyronet trabaja en el proyecto y presenta definitivamente el 10 de marzo una plaza aumentada sobre el proyecto inicial, que deja sobre los planos un área de seis mil metros cuadrados (superficie equivalente al área efectiva de un campo de fútbol) en la que se considera libre el espacio de parte del solar de la Iglesia del Buen Suceso. El ministerio aprobó finalmente el proyecto de Peyronet el 28 de mayo de 1856.

### Proyecto definitivo
El proyecto de Peyronet se ve paralizado por motivos políticos. El general Espartero se ve obligado a salir del Gobierno que formaba con Leopoldo O'Donell desde la Vicalvarada. Ambos personajes tenían serias desavenencias. La crisis puso al frente del Consejo de Ministros a Ramón María de Narváez, y con el cambio llegó José María Nocedal, anteriormente concejal del Ayuntamiento de Madrid, al Ministerio de la Gobernación. Fue él quien aprobó por Real Orden de 28 de junio de 1858 un proyecto de Lucio del Valle, Morer y Rivera. Este proyecto ampliaba la plaza a más de nueve mil metros cuadrados. La superficie de los proyectos va ampliándose en cada aprobación, y con ello las expropiaciones. Las fincas afectadas comienzan a demolerse en octubre de 1857. Una nueva Real Orden de agosto de ese año aprueba una ampliación que eleva a doce mil metros cuadrados de plaza y presenta como novedad que el lado norte (Alcalá-Arenal) presente una ligera curva cóncava hacia el norte. Algunos autores como Fernández de los Ríos critican esta decisión mediante burlas, denominando a esta nueva sección como "media tapa de un barril de aceitunas". Este nuevo diseño haría desaparecer las populares calles de Zarza, Peregrinos, Cofreros (a veces conocida como Cofre) y el callejón de la Duda (denominado antiguamente callejón de la Caza, por existir un mercado de carne allí).

### Demoliciones e inauguración
El ensanche de la Puerta del Sol fue una obra de gran envergadura. Los derribos de cerca de una treintena de casas acabaron el 1 de mayo de 1858. Realizadas las expropiaciones (en virtud de la Ley de Expropiación Forzosa) y posteriormente las demoliciones, se procedió a la venta de los terrenos edificables (algunos de los solares quedaron retratados por los fotógrafos Charles Clifford y J. Laurent). Los cascotes resultantes de las demoliciones fueron a parar a los jardines del Moro. De todos los edificios antiguos solo quedó en pie la Casa de Correos y la Casa Cordero. Las ventas públicas de terreno hicieron que aparecieran en escena nuevos propietarios. Quien más terreno adquirió fue Fernández Casariego (compró cuatro locales), seguido de Juan Manuel Manzanedo (marqués de Manzanedo), esta situación hizo que se denominase a la Puerta del Sol de forma jocosa "el patio de Manzanedo". El resto de locales se repartió entre diversos dueños. El local más grande y caro fue el que adquirió Lamberto Fontanella entre la calle de Alcalá y la Carrera de San Jerónimo, local que se transformaría en el Hotel de París. El 5 de diciembre de 1858 se procedía a la construcción de la primera casa entre Preciados y Carmen; la subasta de locales finalizó el 18 de enero de 1860. Las demoliciones dejaron un aspecto tan desolador que el autor de novelas folletinescas Wenceslao Ayguals de Izco comparó la nueva Puerta del Sol con "otro Sebastopol bombardeado".
Al finalizar la reforma de la Puerta el 24 de junio de 1860, se inauguró una fuente circunscrita en un pilón de dieciocho metros de diámetro; dicha fuente levantaba un chorro de agua a más de una treintena de metros, procedente de una 'boca' de un diámetro de siete centímetros y se encontraba justo en el centro de la plaza. Un canal subterráneo de setenta y siete kilómetros de longitud, procedente del río Lozoya, proporciona el abastecimiento necesario para alimentar el primer depósito del Canal de Isabel II. Dicho depósito abastecía a los nuevos barrios del ensanche de Madrid así como al caudal de tal fuente. La obra de canalización es considerada como una de las primeras del Canal de Isabel II (véase: Historia del Canal de Isabel II). El día de su inauguración asiste la reina Isabel II, y ante la sorpresa general de los asistentes al activar el potente chorro de la fuente, el escritor Manuel Fernández y González exclama: "¡Oh maravilla de la civilización, que pone los ríos de pie!". La frase del escritor fue muy popular en la época, y numerosos periódicos se hicieron eco de la misma. Al pasar los años la fuente del chorro (así se denominó) se desactivó debido a que las ligeras ráfagas de viento desviaban el elevado chorro de agua mojando a los transeúntes que paseaban por la Puerta del Sol. Finalmente se trasladó la fuente a la plaza de Cuatro Caminos, y posteriormente a la Casa de Campo, donde aún permanece (en la actualidad puede verse funcionando junto al Puente del Rey, en frente de la Casa de los Vargas). El 19 de febrero de 1862 se colocó una fuente más modesta que substituyó a la anterior y se completó la pavimentación con adoquines en las aceras. El cambio causó protestas entre algunos madrileños debido a la costumbre que comenzaba a arraigarse de chapuzarse en el pilón de la fuente durante la madrugada en la noche de San Juan.

### Llegada de los grandes hoteles

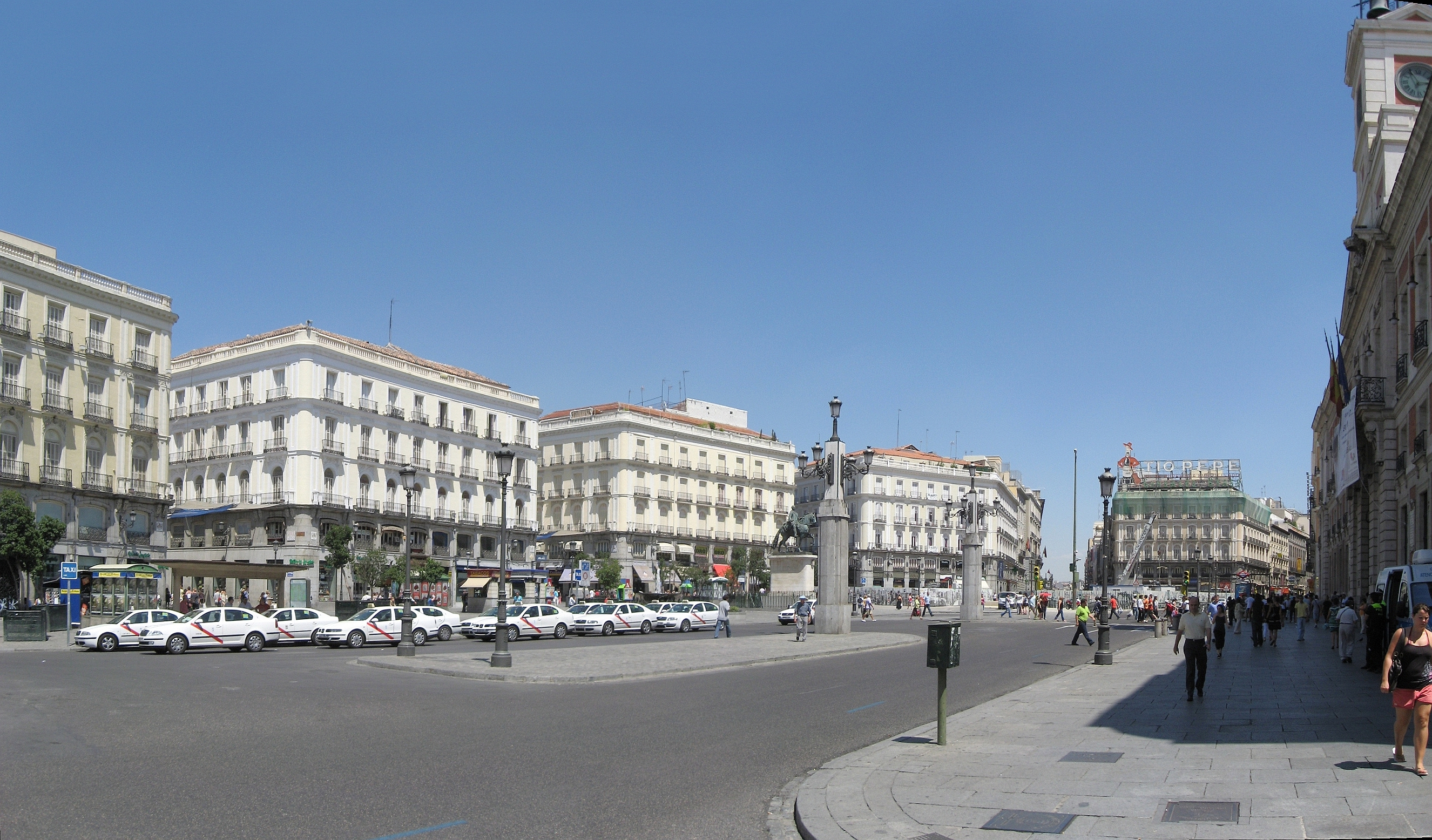
Los edificios que rodean la Puerta, tras la gran reforma fueron hoteles de lujo.

Tras finalizar la reconstrucción de la plaza y despejar su área en forma semielíptica, el aspecto era el de una plaza homogénea y pronto se iniciarían los proyectos de ubicar los mejores hoteles en los edificios que rodeaban su espacio. Los edificios casi análogos poseen una altura de casi una treintena de metros. Uno de los más llamativos fue la Fonda de los Príncipes (denominada después Hotel de los Príncipes), que constaba de dos edificios lujosos que ocupaban los números once y doce de la Puerta del Sol. Este hotel se inauguró el día 1 de octubre de 1861, siendo uno de los primeros de la Puerta del Sol. Una de las atracciones del hotel era que sus ventanas exteriores poseían vistas a la fuente del chorro. Se trataba de un hotel caro para la época, y los viajeros que deseaban menos lujos poseían otras opciones como la Fonda de San Luis y las Diligencias Peninsulares. Pegado a la Puerta del Sol bajando por la calle Arenal se había construido en 1855 el Gran Hotel de Oriente, y el Hotel de la Paz (denominado también como Hôtel de la Paix) situado en la parte oeste. El Hotel del Universo, el más tardío, fue inaugurado en el año 1870. 
Tras la reforma, uno de los locales más grandes de la plaza fue alquilado en 1863 a una financiera francesa que se encargó de habilitar uno de los hoteles más lujosos de Madrid. En 1864 se inauguró el que será uno de los hoteles más antiguos de Madrid: el Grand Hôtel de París. Tuvo la aureola de hotel elegante hasta que en 1910 fue eclipsado por el Hotel Ritz. Este hotel con capacidad para varios centenares de residentes tenía en el segundo piso uno de los mejores comedores de la época (de estilo francés). El hotel fue clausurado en 2006. Entre sus visitantes ilustres estuvo Rubén Darío que ocupó sus habitaciones en 1908. Otros hoteles se abrieron posteriormente en la zona, como el Hotel Cuatro Naciones en la calle Arenal. 
Al poco de acabar las obras se establecieron en la parte septentrional de la Plaza unos amplios toldos sujetos por unos soportes de hierro, cuya superficie cubría las aceras delante de las tiendas de sus bajos.

### Nuevos proyectos, mejoras y sucesos

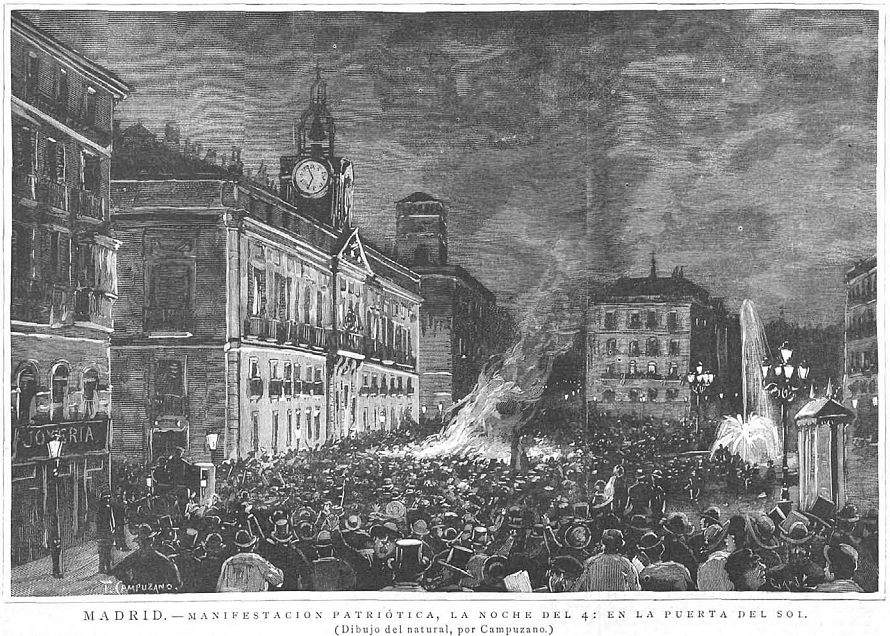
La Puerta del Sol durante una manifestación el 4 de septiembre de 1885 con motivo de la Crisis de las Carolinas, dibujo de Tomás Campuzano.

En la vieja taberna Casa Labra, situada en la calle adyacente de Tetuán, se reunió un grupo de personas para comer de forma clandestina el 2 de mayo de 1879. Entre ellos se encontraba Pablo Iglesias, que fue elegido el primer presidente del Partido Socialista Obrero Español. El partido fue creado de forma secreta y se legalizó finalmente en 1881. El 19 de junio de ese mismo año, en un desfile de tropas, se produjo una explosión al encenderse uno de los armones. Como resultado, uno de los artilleros murió y varios de sus compañeros resultaron heridos. 
Tras la reforma de la Puerta del Sol, Giraud Daguillon diseñó un proyecto urbano entre esta y el Palacio Real que fue firmado en Bruselas. En 1863 se instalaron los primeros urinarios públicos de Madrid en la Puerta del Sol, concretamente en la esquina a la calle de Carretas, y entre las calles de Preciados y del Arenal. En 1865 el relojero Losada regaló un reloj de torre que se colocó en Gobernación y se instaló una torre sobre el edificio para cumplir esta nueva función (surge el chiste de que «el reloj funciona tan mal como el gobierno que está debajo»). En enero de 1890 se celebró el paso del cortejo fúnebre que despidió al tenor navarro Julián Gayarre; a su paso por la Puerta del Sol, la emoción del gentío hace estallar un «¡Viva Gayarre!» del que se haría eco la prensa de la época.
El 10 de abril de 1865 unos estudiantes de la Universidad Central de Madrid realizaban una serenata en la Puerta del Sol en apoyo al rector Juan Manuel Montalbán. Dicho rector había sido depuesto tres días antes por orden gubernamental junto a otros catedráticos, entre ellos Emilio Castelar y Nicolás Salmerón. El motivo de la destitución era la beligerancia y sus posiciones contrarias a la doctrina educativa e ideológica oficial establecida por el gobierno de Ramón María Narváez. La Guardia Civil, junto con unidades de Infantería y de Caballería del Ejército, abrieron fuego contra los estudiantes. El incidente fue denominado como la Noche de San Daniel, o Noche del Matadero. El prolífico periodista Manuel Ossorio y Bernard publica una obra de ensayo crítico en diversas entregas a partir del año  1874, y la titula: Viaje Crítico alrededor de la Puerta del Sol. Ossorio describe la situación social de España, tomando como muestrario lo que acontece y los personajes que transitan en esta Plaza madrileña.
Entre los proyectos posteriores a las reformas surgió el de Mariano Albo para levantar una catedral frente al Ministerio de la Gobernación. La gran cantidad de viandantes en la Puerta a comienzos del siglo XX hizo pensar en otros proyectos más orientados a mejorar la circulación de transeúntes. En 1908 se presentó un proyecto para unir las zonas norte y sur, Quevedo y Tirso de Molina, a través de la Puerta del Sol. Antonio Palacios, diez años después, quiso mejorar la viabilidad de la zona creando un anillo de calles que rodeaban la Plaza. El 4 de abril de 1910 el rey Alfonso XIII dio comienzo a las obras de construcción de la Gran Vía en un acto protocolario. A finales de 1929 Ramón Gómez de la Serna inauguró desde la Puerta del Sol un nuevo programa radiofónico que será el «primer reportaje radiado» (de carácter costumbrista) que Unión Radio comenzaría con una emisión semanal tras haber realizado la primera convocatoria del «concurso libre de reportajes radiofónicos» a través de la revista Ondas en noviembre de dicho año.
Tras la gran reforma de mediados de siglo se fueron presentando proyectos arquitectónicos de mejora. El arquitecto José Luis Oriol proyectó aislar el núcleo central de la Puerta del Sol. En 1939 Serrano Suñer dirigió a los arquitectos municipales de Madrid un discurso en el que comentaba «Trabajen ustedes para que todos podamos acabar con la españolería trágica de Madrid decadente y castizo, aunque hayan de desaparecer la Puerta del Sol y ese edificio de Gobernación que es un caldo de cultivo de los peores gérmenes».

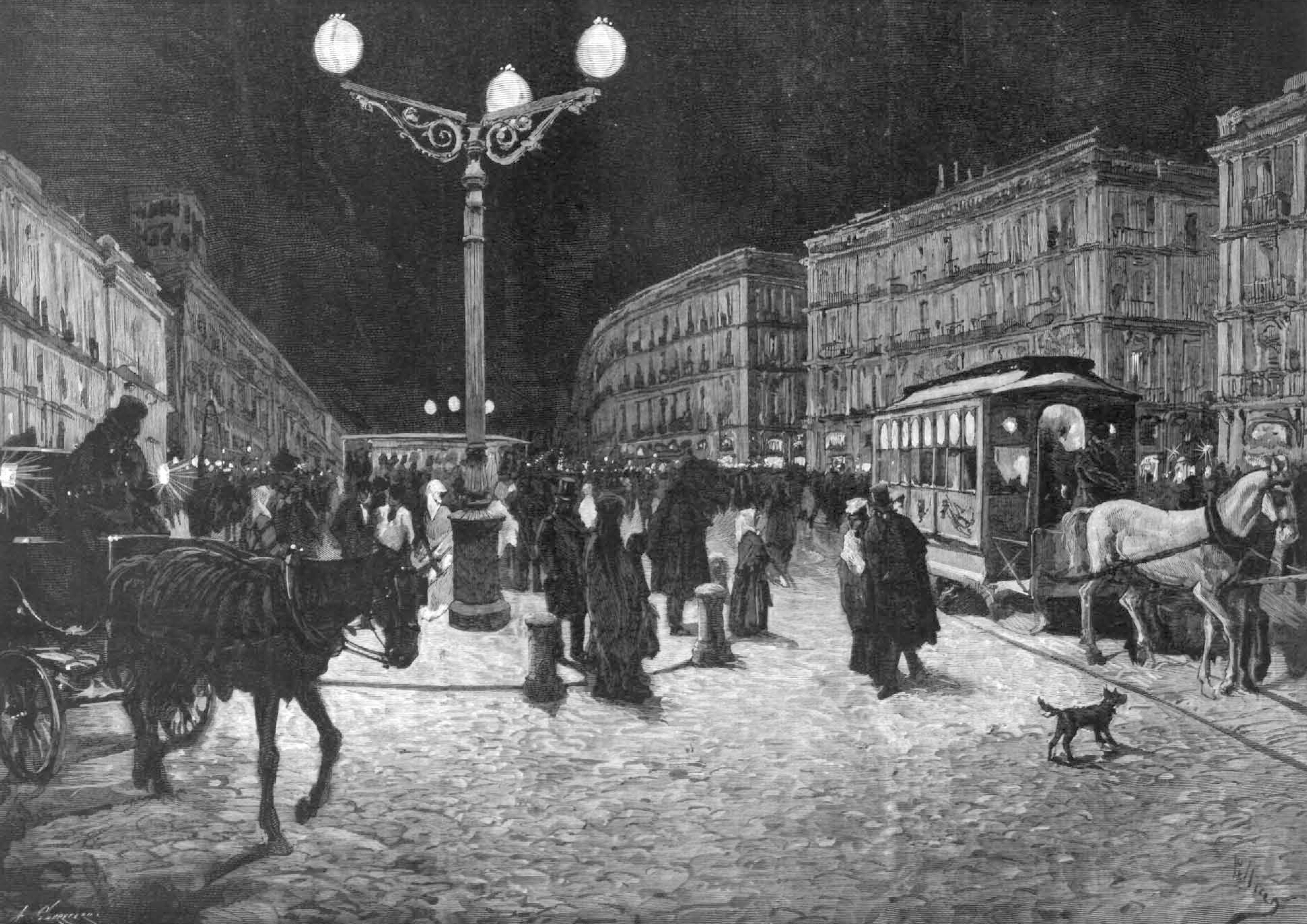
«La Puerta del Sol iluminada con la luz eléctrica» (La Ilustración Española y Americana, 1878). Grabado de Carretero a partir de dibujo de Pellicer.

En 1875 lució la primera farola en la Puerta del Sol, «intensísima pero parpadeante» en boca de Ramón Gómez de la Serna. En noviembre de 1881 el número total de faroles de gas (faroles de reverbero, denominados también fernandinos), incluyendo los de temporada, era de 6562 metros cuadrados, pero ya se había introducido el alumbrado eléctrico en la Puerta del Sol. En 1894, siendo alcalde el conde de Romanones, se colocaron los faroles de arco voltaico. En esta zona, y en la adyacente de la calle de Sevilla, se estaba a punto de instalar medio centenar de farolas que se preveía luciesen hasta la una de la madrugada.

## Los nuevos medios de transporte
La población de Madrid sufrió un fuerte crecimiento a lo largo del siglo XIX. Además se aglomeraron nuevas poblaciones en la planificación urbana futura que se denominará ensanche madrileño. La aparición de nuevos medios de transporte, como la locomotora de vapor, atrajo numerosos visitantes. El 9 de febrero de 1851 se inauguró con el nombre de estación del Mediodía (en la actualidad estación de Atocha) la primera estación de ferrocarril de Madrid. De la misma forma la historia de los tranvías de Madrid se remonta a finales del siglo XIX, y era considerado como un medio de transporte popular y una alternativa a los automóviles. 

### Los primeros tranvías

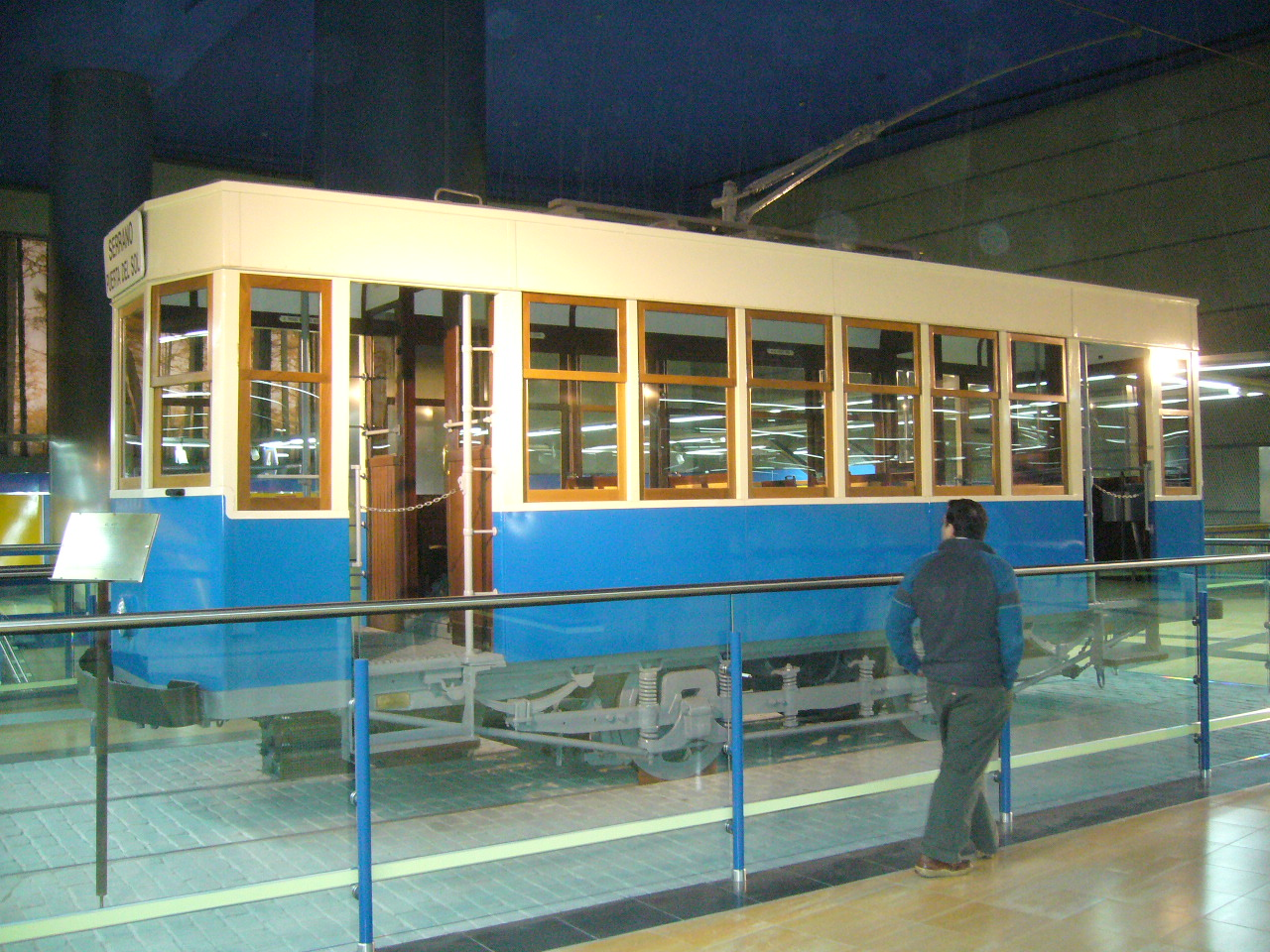
Tranvía madrileño del tipo 477, expuesto en la Estación de Pinar de Chamartín. Data de comienzos de los años 1940.

Los primeros tranvías fueron de tracción de sangre (tirados por animales). La primera línea, Sol-Salamanca, fue inaugurada el 31 de mayo de 1871 con la participación del promotor de la idea, el marqués de Salamanca José de Salamanca y Mayol, quien explotaría la sociedad The Madrid Street Tramway Co. Hubo discusiones sobre si denominarlos tranvías o tram-vías (del inglés: tramway). Cada carroza imperial tenía dos pisos y llevaba tres mulas que hacían de animal tractor, aunque fueron reducidas a dos debido al daño que provocaban sus herraduras en la calzada madrileña. Enseguida se prolongó esta primera línea desde Sol al barrio de las Pozas (ubicado entre las calles de Princesa, Alberto Aguilera y Serrano Jover) que estaba servida por unos vehículos denominados ripers, y que se popularizaron con el nombre de ripers de Oliva debido a su constructor: Oliva. Inmediatamente se fueron abriendo otras líneas a las estaciones o a los mercados La primera línea fue posteriormente electrificada y ampliada en 1898. Durante algún tiempo convivieron los ripers con los tranvías eléctricos. La aparición de estos últimos con trole se remonta a 1906. Al principio se tomaban los tranvías desde cualquier posición en la plaza, pero, a medida que la población fue creciendo, las aglomeraciones hacían impracticable el acceso seguro a ellos. Fue entonces cuando se instalaron unas barandillas metálicas, denominadas popularmente paralelas, para que los pasajeros pudieran esperar en orden la llegada de los tranvías. Este sistema tuvo muy poco éxito y con el devenir de las décadas se desmanteló. El 10 de julio de 1906 se estableció, desde la Puerta del Sol, un servicio nocturno a partir de las nueve de la noche.
Entre 1920 y 1933 la Sociedad Madrileña de Tranvías dio servicio de transporte a la red de tranvías de la capital. Las calles que tenían vías eran Alcalá, Montera, Preciados, Mayor y Carretas. Algunos de los vehículos existentes por entonces eran denominados cangrejos debido a su color rojo. De 1924 a 1927 comenzó a dar servicio la Sociedad General de Autobuses, que explotó la primera red de autobuses de la capital. En los años 1930 la Puerta del Sol fue colapsada por la cantidad de tranvías circulantes. Esta situación se debía a que gran parte de la red tenía su cabecera en la propia plaza. Llegaron a producirse importantes atascos de tranvías que, en ocasiones, llegaban casi hasta Cibeles. Durante la Guerra Civil desapareció el problema debido a la contienda, pero surgió de nuevo en el periodo de posguerra y se pensó en el autobús como una posible solución. En 1947 se creó la Empresa Municipal de Transportes, o EMT, que en pocos años llegó a controlar todo el transporte público mediante autobuses de la ciudad. La EMT efectuó una reordenación de líneas con el objetivo de liberar la congestión permanente que sufría la Puerta del Sol, lugar que continuaba siendo el centro neurálgico de la red a pesar de estar ya abiertos los tres tramos de la Gran Vía. Poco a poco los tranvías fueron abandonando la Puerta hasta que, en 1949, circuló el último. En esta época comenzó el lento declive del tranvía y en 1972 circuló el último de ellos por las calles de Madrid.

### La llegada del metro
Cuentan los anales que, en 1913, el ingeniero Carlos Mendoza y Sáez de Argandoña, esperando a un tranvía en la Puerta del Sol, se dio cuenta de la verdadera necesidad de crear una línea ferroviaria bajo el suelo. En 1914 comenzó a elaborar los diseños junto con otros dos ingenieros, Alfredo Moreno Osorio y Antonio González Echarte, en el gabinete de ingeniería conocido como Mengemor. El proyecto incluyó un tramo de tres kilómetros y medio desde Sol hasta la barriada de Cuatro Caminos y entre los que se repartían ocho estaciones. Las primeras obras de excavación de galerías comenzaron a realizarse en junio de 1917 en la Puerta del Sol y en dirección a la Red de San Luis. Los túneles se perforaron por medios mineros a cielo abierto en el área de la plaza, mientras que el tramo que va por la calle Montera se hizo por el método belga (en la actualidad denominado método clásico de Madrid). Esto imposibilitó el tránsito por la plaza y calles aledañas mientras las obras estuvieron en ejecución durante un par de años. 
La Estación de Sol fue una de las primeras estaciones del Metro de Madrid. La línea 1 entró en funcionamiento el 17 de octubre de 1919 a las tres de la tarde ante una comitiva a la que asistió Alfonso XIII. El 31 de octubre entró en funcionamiento para el público, haciendo posible desde entonces el primer tramo del metro en la ciudad entre Sol y Cuatro Caminos a una profundidad de aproximadamente trece metros. Posteriormente la red se amplió hasta la estación de Puente de Vallecas, la de Ventas y la de Quevedo (prolongado hasta Cuatro Caminos). Este mismo año, en la carrera de San Jerónimo se proyectó el primer cine en España. 
El éxito de este medio de transporte hizo que un año después el alcalde de Madrid, Ramón Rivero de Miranda, inaugurase la línea Sol-Ventas y en 1921 el tramo Sol-Atocha. Aparte de las tres salidas de metro se colocó un templete de Antonio Palacios en el centro de la Puerta de sol, obra que fue derribada en 1934 por una orden de la Dirección General de Ferrocarriles y cuya demolición se aprovechó para acoger la conexión con la línea 3. El templete central poseía un vestíbulo interior de paredes de mármol gris y blanco, y un alto friso de cerámica con los escudos en alto relieve de las regiones españolas.

## El período de los Cafés y las tertulias

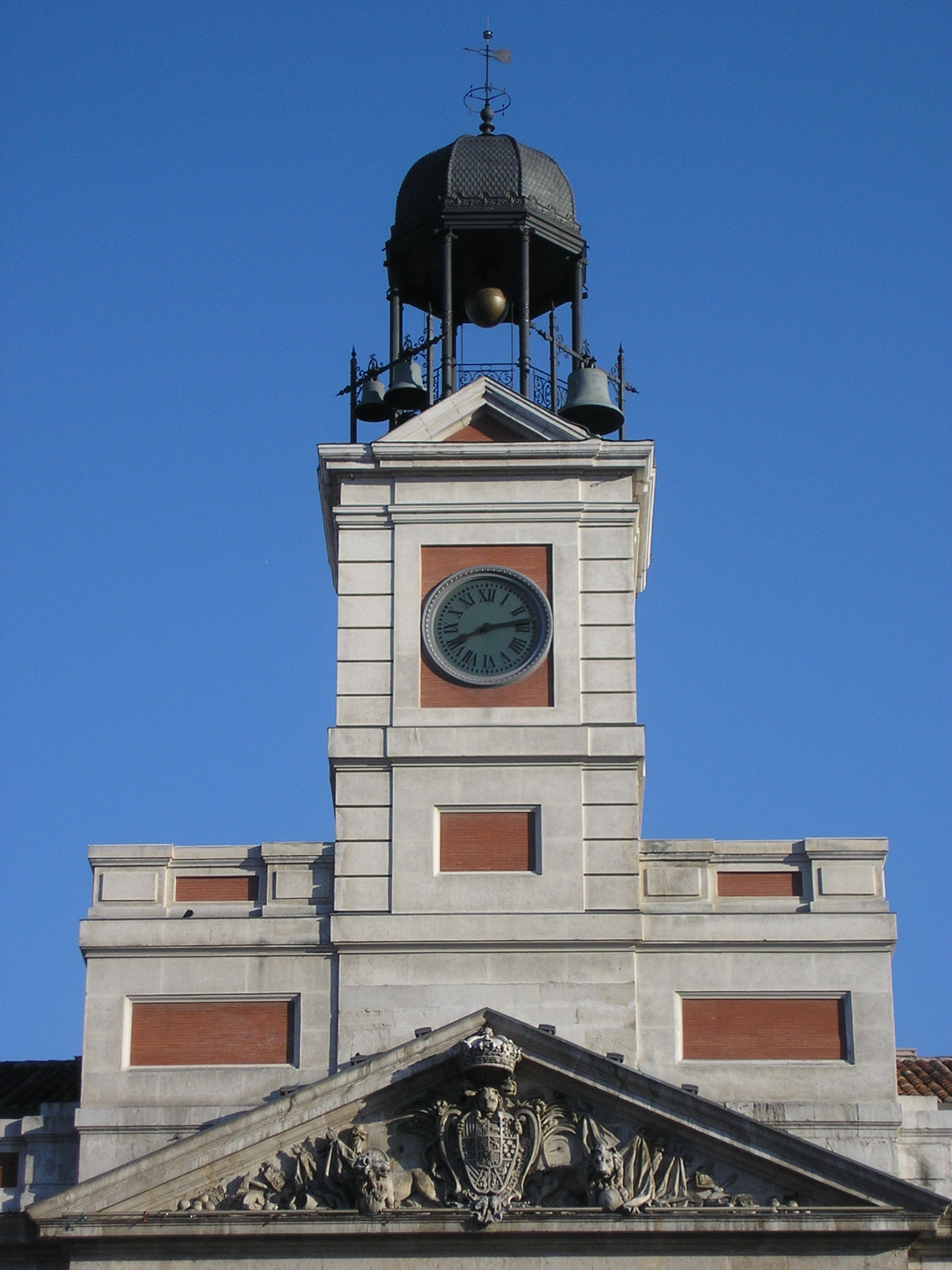
Reloj de Gobernación.

Durante el periodo que va desde mediados del siglo XIX hasta comienzos del XX aparecieron numerosos cafés en los alrededores de la Puerta del Sol. En su momento de máximo esplendor llegó a existir casi una decena de cafés. Coincide con un periodo de la Historia de España denominado trienio liberal (1820-1822), en el que se multiplicaron los cafés como lugares de reunión de liberales exaltados por la situación política del momento. En ellos se servía el típico café con media (la tostada de arriba como se decía también), que llegó a ser un clásico de las tertulias. Las denominadas peñas y las reuniones de tertulia eran muy frecuentes en los Cafés de la Puerta del Sol. Uno de los primeros fue el Lorencini, lugar de reunión de los liberales de la Sociedad Patriótica de Amigos de la Libertad, personajes que lanzaban proclamas subidos a las mesas del local. Dicho establecimiento (ubicado en la manzana entre la calle Carretas y Espoz y Mina) pasó a denominarse Café de las Columnas, y posteriormente Café Puerto Rico. El Café Universal (n.º 14) era conocido popularmente como el de los espejos. El Café de Levante, el primero de ellos ubicado en los bajos del n.º 10, estaba ubicado cerca de la calle de Alcalá, frente a la que fue Iglesia del Buen Suceso, y era un lugar donde se jugaba al ajedrez y al chaquete. Era el más discreto de los Cafés de la Puerta del Sol. El Café de Correos estaba lleno de funcionarios de la época; en su acera se reunían en 1895 los soldados que regresaban de la colonia de Cuba, razón por la que se denominaba la acera de los repatriados. El Café Lisboa se había instalado en los bajos de la Casa Cordero (junto a la Calle Mayor) y posteriormente se denominó Café del Comercio; en ese lugar tuvo su tertulia Jacinto Benavente.
El Café Imperial, ubicado en la manzana entre la carrera de San Jerónimo y Alcalá, era uno de los más grandes cafés del Madrid del XIX. Luego pasó a denominarse Café de la Montaña, famoso en el año 1899 por ser el café en el que perdió un brazo Ramón María del Valle-Inclán a causa de una disputa con el periodista Manuel Bueno. En la calle de Alcalá, junto a las puertas del Café de la Montaña, estaba la chocolatería de Doña Mariquita, famosa por sus chocolates con mojicones. Todos estos cafés fueron visitados en 1879 por un perro que se hizo muy popular por aquella época: el perro Paco. El perro Paco fue objeto de numerosos artículos periodísticos durante la década de 1880, dormía en el Café de Fornos (café en la calle Alcalá que era famoso por nunca cerrar) y sufrió un trágico final en una corrida de toros. El Café Oriental estaba ubicado en los bajos del Hotel de la Paix, es decir, con la calle Preciados. El café Colonial, del que en 1905 era asiduo Rubén Darío, fue posteriormente uno de los lugares de tertulia de la denominada Generación del 98.
Aparte de los Cafés, las reformas de la Puerta del Sol dejaron vía libre a la proliferación de locales comerciales. Uno de los más conocidos es La Pajarita, ubicada en el número cinco e inaugurada por Vicente Sola en 1852. Esta tienda ofrecía caramelos aromatizados con diversas esencias, y sus envoltorios mostraban la imagen de una pajarita de papel. Posteriormente, en 1915, se abrió en la cercana Plaza de Canalejas la tienda La Violeta que ofrece una variante más específica de caramelo denominado violetas. Las violetas se han convertido con el tiempo en un símbolo de la repostería típica de Madrid. En 1894 el mallorquín Juan Ripoll inauguró la pastelería y salón de té (inicialmente lugar de tertulia) que posteriormente daría un aporte de aroma a la plaza: La Mallorquina, el único establecimiento del siglo XIX que permanece en la actualidad en la Puerta del Sol y en su función original.
Otra confitería conocida en el siglo XIX era la Flor de Lis, ubicada en el n.º 10 y nos. 11 y 13 de la calle Peligros. El Trust Joyero Internacional se encontraba en el n.º 12. El entorno social de la Puerta del Sol a comienzos del siglo XX hizo que se extendiesen los timos, como el timo del entierro o el timo del portugués, y muchos visitantes forasteros de provincias (denominados catetos en lenguaje popular) caían en las redes de estos estafadores.
La desaparición de los Cafés fue progresiva tras la Guerra Civil y con ello los quiosqueros que proveían de periódicos a los antiguos tertulianos se instalaron en las aceras, recordando en sus quioscos los nombres de los antiguos cafés: Puerto Rico, De la Montaña, etc.

## El reloj de Gobernación

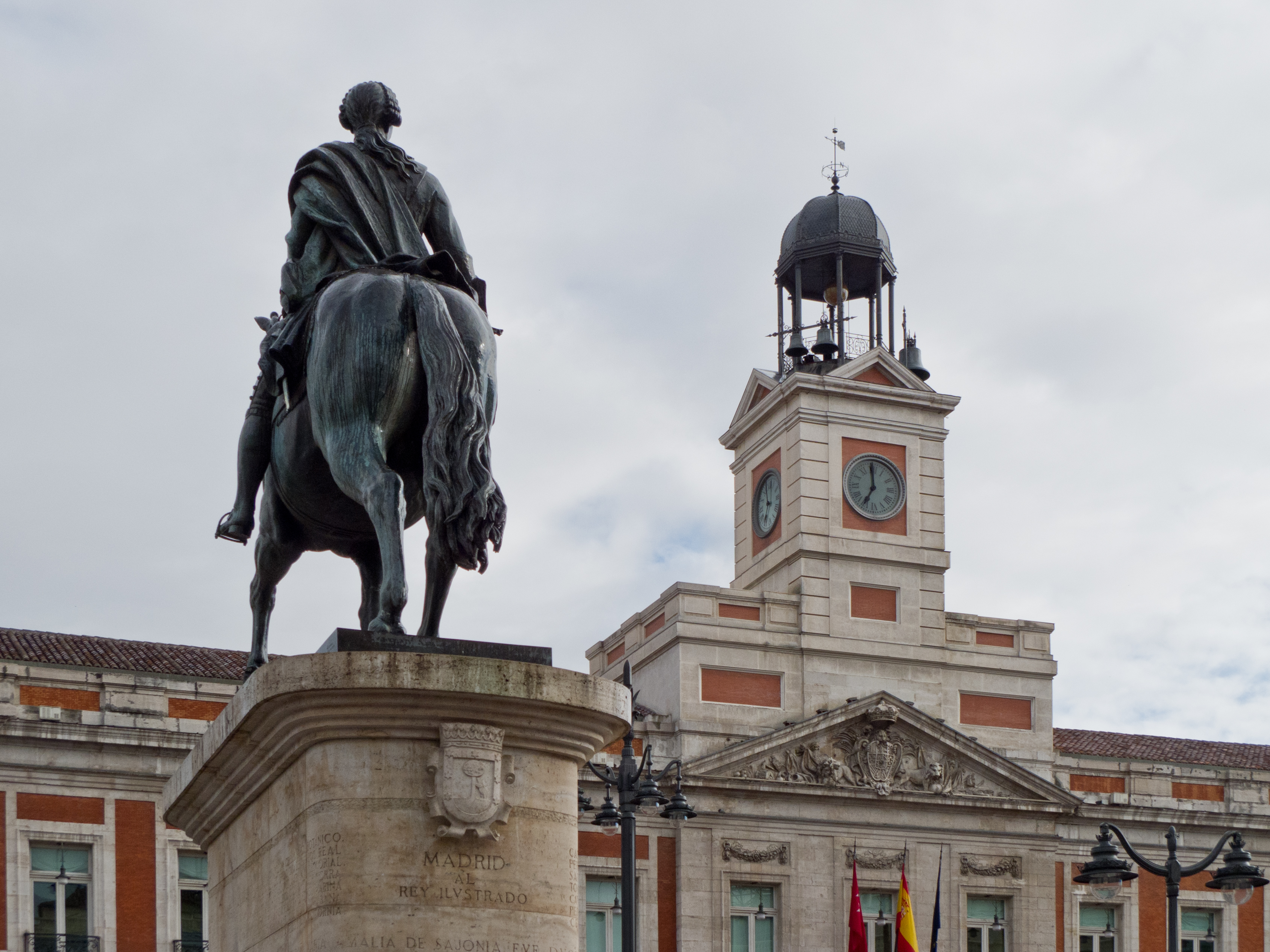
La estatua ecuestre de Carlos III frente al reloj actual.

A finales del siglo XIX, saber la hora exacta en cualquier lugar era algo reservado a las personas acomodadas que eran propietarias de un reloj; al resto de las personas les bastaba con oír las campanadas, o el repiqueteo de un lejano reloj de torre. Desde el siglo XVIII la Iglesia del Buen Suceso contaba con un primitivo reloj de torre en su fachada (se puede ver en las ilustraciones de la época), que regía con su única manecilla el tránsito de diligencias y de postas de correos. Se trataba de un reloj muy poco preciso, de anticuada maquinaria, y que con una sola aguja en su esfera indicaba de forma aproximada el tiempo. Las protestas de los madrileños fueron creciendo poco a poco debido a las constantes paradas del reloj y la situación hizo que en 1848 se encargara un nuevo mecanismo que tampoco satisfizo al público de la Puerta del Sol. 
Al derribar la Iglesia del Buen Suceso en 1854, se mandó instalar en la fachada superior del edificio de Gobernación un reloj de torre fabricado por Tomás de Miguel, y que poseía la manecilla del minutero. Este nuevo reloj presentaba tres esferas. Su aspecto era llamativo pero continuaba siendo poco exacto y además mostraba a veces una hora distinta en cada una de las tres esferas. Un dicho popular decía: «A nadie dejará descontento (...) cada uno puede y escoger a su gusto aquella que más le acomode». Con la renovación de la plaza en 1860, al reloj se le añadió una bola que caía al tocar el mediodía, a la que se denominó bola eléctrica. El mal funcionamiento de este primer reloj queda patente en el conocido epigrama de la época:

Este reló fatal, que hay en la Puerta del Sol
dijo a un turco un español,
¿por qué anda siempre tan mal?
El turco con desparpajo contestó cual perro viejo:
este reló es el espejo del gobierno que hay debajo
Anónimo

La situación de este tercer reloj cambió cuando a partir de 1866 el famoso relojero español Losada instaló uno nuevo con precisión desconocida hasta la época. Sus doce campanadas a final de año resonarían en toda España. En cuanto al anterior reloj, se pensó colocarlo en la Casa de la Panadería pero finalmente acabó en el Almacén General de la Villa.

### El "Reloj de Losada"
En 1863 el relojero José Rodríguez Conejero (conocido como Losada por su origen leonés en esta comarca), que había construido cronómetros marinos de precisión para la Armada, decidió reunirse con las autoridades municipales de la época y se ofreció a donar gratuitamente un nuevo reloj más preciso que substituyera al viejo e impreciso reloj de Gobernación. Tardó tres años en construirlo y finalmente, el 19 de noviembre de 1866, el nuevo reloj fue inaugurado por Isabel II con motivo de su cumpleaños. La bola que descendía a mediodía hacía sonar un timbre, y dicho sonajero de mediodía se mantuvo hasta la década de 1930. En 1928 se desprendió una de las pesas que traspasó el piso hasta llegar al despacho principal del gobernador. El nuevo reloj ha funcionado perfectamente y con suficiente precisión hasta la actualidad, dando las campanadas de fin de año. Cada año desde su colocación, unos 28 segundos antes de las doce de la noche del 31 de diciembre, la bola del reloj baja para anunciar que el año está a punto de terminar; luego suenan los cuatro cuartos y después las 12 campanadas. Cada campanada tiene una cadencia de tres segundos. El año 1941 Radio Nacional de España proporciona las señales horarias con el sonido de las campanas del reloj de Gobernación, en muchos de los Diarios hablados de Radio Nacional de España se hacían comenzar con indicaciones a las referencias horarias de este reloj. En 1952 el embajador de Venezuela mediante propuesta del Ayuntamiento de Caracas hizo una oferta al Ayuntamiento de Madrid para comprar el reloj, pero finalmente no se llegó a un acuerdo.

### Las uvas de Nochevieja
El reloj de Gobernación ya tenía otra utilidad aparte de proporcionar la hora exacta a los madrileños, y poco a poco fue cobrando un protagonismo nacional. La prensa madrileña ya comentaba en enero de 1897: "Es costumbre madrileña comer doce uvas al dar las doce horas en el reloj que separa el año saliente del entrante", y es posible que en esa época la tradición no fuera muy extendida. Al año siguiente la prensa animaba a esta tradición con un artículo titulado «Las Uvas milagrosas». Aunque algunos la retraen a 1880, queda claro que la tradición está documentada desde diciembre de 1897, fijando en diciembre de 1896 el inicio cierto de la tradición de comer doce uvas al compás de las doce campanadas del reloj de la Puerta del Sol. 
Otra explicación menciona que en el otoño del año 1909 se habría producido una gran cosecha de uvas en todo el país, y esto hizo que para aumentar el consumo se entregaran racimos de uvas a los asistentes al Año Nuevo que se encontraban presentes en la Puerta del Sol. Esta leyenda dice que alguien tuvo la idea de tomar una uva por cada campanada del reloj de Gobernación. En la fachada norte de la Puerta del Sol (número catorce), se había abierto en 1898 el Gran Hotel Universo, lugar donde comenzó la tradición que luego se haría tan popular entre los españoles. Entre las anécdotas de las celebraciones callejeras de Año Nuevo de 1930 se encuentra la protagonizada por Alfonso XIII que, de incógnito, lo celebró entre la multitud. Las primeras campanadas que se televisaron fueron en diciembre de 1962, y desde ese momento nunca se han dejado de retransmitir, dando durante unos minutos un instante de protagonismo a la Puerta del Sol.
Hecho insólito y destacado en la historia de las campanadas fue la situación vivida en la Nochevieja de 2020, cuando con motivo de las medidas de distanciamiento social adoptadas a consecuencia de la pandemia de COVID-19, quedó cerrado el acceso al público a la Puerta del Sol. Las campanadas sonaron en la plaza sin más presencia humana que la del artista Nacho Cano, acompañando al piano a la cantante KUVE interpretando el tema Un año más, en homenaje a los fallecidos a consecuencia de la enfermedad.

## sigloXX

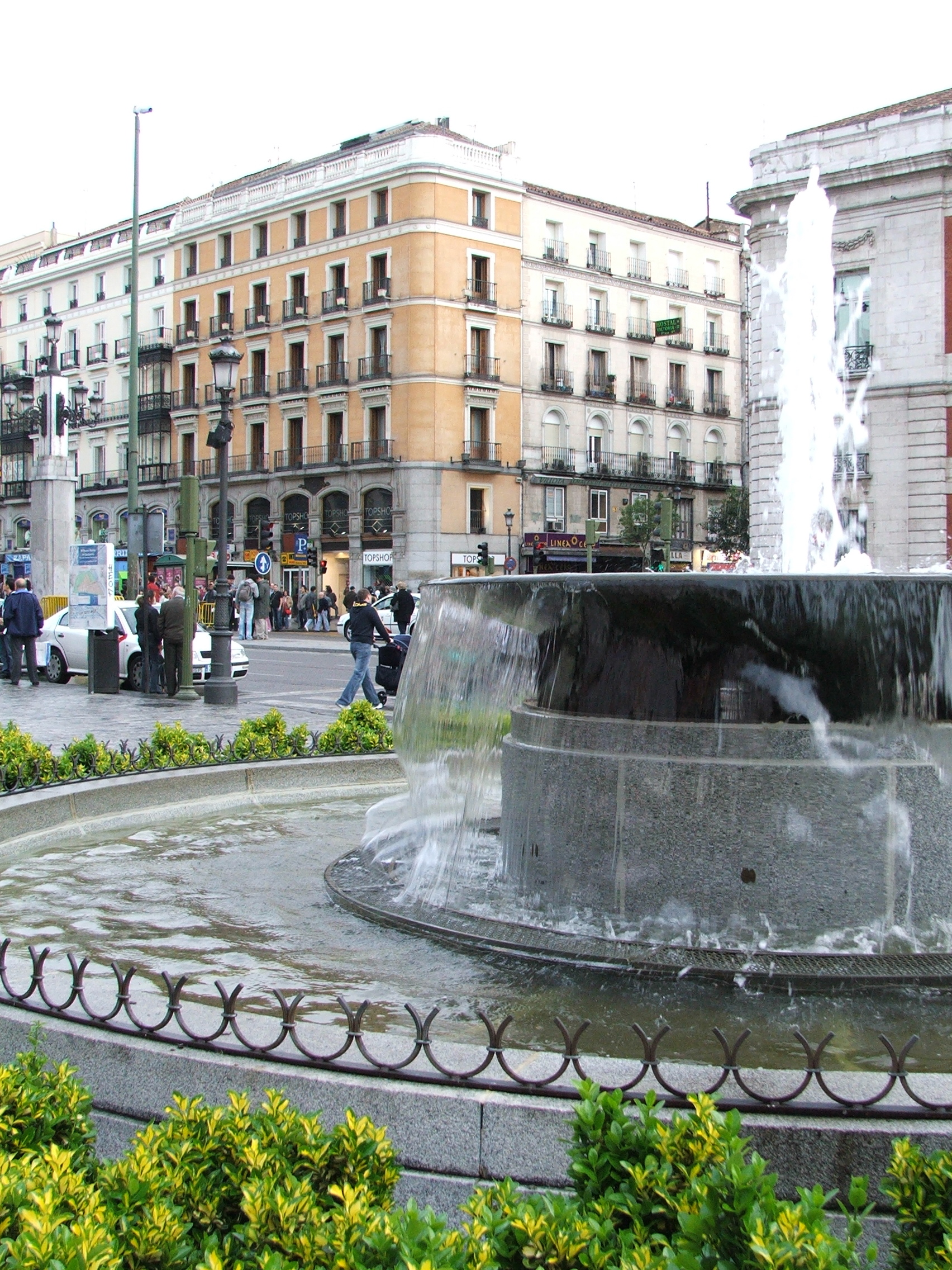
Vista de la entrada de la calle Carretas a través de una de sus dos fuentes.

La Puerta del Sol cobró protagonismo en 1906, por ser el año de las bodas reales: en enero se casó la Infanta María Teresa con su primo hermano Fernando de Baviera. También llegó a Madrid la noticia del compromiso de Alfonso XIII con la princesa Victoria Eugenia de Battenberg (nieta de la reina Victoria de Inglaterra), que en España pasaría a ser conocida por sus dos primeros nombres: Victoria Eugenia. 
La Puerta del Sol se convirtió a comienzos de siglo en un icono reivindicativo de la vida política del país, por su situación a medio camino entre el Palacio de las Cortes de España y el Palacio Real de Madrid.
Comenzó su actividad una pequeña tienda denominada El Corte Inglés, ubicada en la calle Preciados con esquina a las calles Carmen y Rompelanzas, dedicada a la sastrería y confección para niños. Había sido fundada ya en 1890 y gozaba de cierto prestigio. A mediados del siglo XX esta tienda, convertida en grandes almacenes, conocería una expansión comercial a lo largo del área septentrional de la Puerta del Sol. A finales del siglo XIX, uno de los centros comerciales más importantes es el Bazar de la Unión ubicado en la Casa Cordero. En 1911 se realizó un Congreso Eucarístico Universal y sus celebraciones tuvieron lugar en la Puerta del Sol. En 1913 se derribó el Palacio de Oñate, ubicado en la Calle Mayor. 
El futuro monarca Alfonso XIII, en su infancia, y su madre la reina regente María Cristina protagonizaron una anécdota que daría lugar a una historia y tradición infantil popular. Cuando Alfonso cumplió los ocho años, se le cayó un diente de leche y este suceso lo preocupó mucho, tanto es así que su madre encargó al Padre Luis Coloma un cuento que lo tranquilizara. Coloma escribió un cuento de un ratón imaginario llamado Ratoncito Pérez que vivía en una gran caja de galletas en el almacén de la confitería Prats (situada en el número 8 de la calle Arenal, muy cerca de la Puerta del Sol), y que recogía los dientes de los niños debajo de una almohada. Este cuentecito que luego se hizo tan popular tranquilizó al rey niño Alfonso XIII.
El 12 de noviembre del año 1912, el senador José Canalejas cuando se dirigía al senado fue asesinado de tres disparos enfrente de la Librería San Martín por un anarquista. Dicha librería se encontraba en la zona sur de la Puerta del Sol, y en la actualidad existe una placa conmemorativa de este suceso. En ese mismo año el escritor Ramón Gómez de la Serna estableció en una de las calles de acceso a la Puerta del Sol una famosa tertulia en el Café Pombo: La "sagrada cripta del Pombo". 
El escritor Ramón del Valle Inclán (habitual de los Cafés de la Puerta del Sol) escribió una obra en 1928 titulada Luces de Bohemia, en la que parte de las situaciones (protagonizadas por Max Estrella) se producen en la Puerta del Sol y aledaños. En el año 1929 Francisco Elías dirigió la primera película española sonora, El misterio de la Puerta del Sol, y en ella se puede ver (y oír) el bullicio de la Puerta. Debido a sus fallos técnicos fue todo un fracaso desde el punto de vista económico, por lo que su importancia es de tipo histórico y documental.
Muchas de las celebraciones revolucionarias de la época tienen su eco en la Puerta del Sol. Este mismo año nace la Compañía Telefónica Nacional de España y la primera torre de telégrafos fue instalada en la Casa Cordero. El 13 de septiembre de 1923 se proclamó en la Puerta del Sol y en otros lugares de Madrid la ley marcial que dio inicio a la dictadura de Miguel Primo de Rivera. 
De esta época de comienzos de siglo XX, existen detalles en la literatura sobre la popularidad de la procesión del Corpus Christi en Madrid que tenía su recorrido principal en la Puerta del Sol y en algunas de sus bocacalles (Carretas y Carrera de San Jerónimo). La procesión era multitudinaria y la gran afluencia de personas daba negocio a los aguadores, que servían agua de las fuentes con aromas a anís. Otra procesión religiosa que hacía su entrada en la Puerta es la del Viernes Santo (denominada "del Santo Entierro"). Estas procesiones tuvieron su periodo de ocultación durante la Segunda República. De la misma, en su condición de paso entre Cañadas Reales, cada año se celebró en septiembre la llegada de los ganados desde las zonas de pastoreo, reivindicando el pasado rural. 

### Segunda República y Guerra Civil
El 14 de abril de 1931 se produjo la proclamación de la Segunda República Española, y la Puerta del Sol fue testigo del cambio de poder y de las celebraciones populares por la proclamación de la República; muchos madrileños se acercaron a la Plaza con el objeto de celebrar y adquirir nuevas sobre el evento. La multitud era tanta que los miembros del gobierno provisional que se acercaban en coche a la Casa de Correos (Gobernación) tuvieron que hacer el trayecto desde la Puerta de Alcalá a Sol en dos horas, y al llegar a las puertas principales de Gobernación se encontraron con unos guardias civiles que, vacilantes, no les permitieron el paso. Maura gritó: «¡Señores, paso al gobierno de la República!» y, justo en ese instante, desde uno de los balcones ondeó la bandera republicana (que agitaban Rafael Sánchez Guerra y Manuel Ossorio Florit). En 1934, cuando Alejandro Lerroux se dirigió a la Casa de Correos a declarar el estado de guerra, se produjo un tiroteo sin consecuencias en plena Puerta del Sol. La Puerta del Sol se convertiría en el centro neurálgico de celebraciones y protestas durante la República, llegando a adquirir la imagen de un lugar de reivindicación popular. Durante el periodo republicano se estableció la denominada acera roja que va desde Alcalá hasta Montera. Dicha acera era lugar de reunión y de paseo de los partidarios de la República.
Durante los inicios del pronunciamiento del 17 y 18 de julio de 1936 que devino en la Guerra Civil, Madrid quedó bajo el bando republicano, y al poco (6 de noviembre de 1936) comenzó la batalla de Madrid. Ya en el avance inicial a la capital desde el sur de España, el general Franco y Mola ordenaron a sus fuerzas la ofensiva contra la capital; la evolución fue tan rápida que declararon a los pocos días que "tomarán café en la Puerta del Sol la próxima semana". La resistencia en la zona de la Ciudad Universitaria impidió que se produjera el asalto a la capital. Posteriormente la batalla del Jarama paralizó un amplio frente y retrasó definitivamente los planos iniciales de invadir la capital. Madrid mantuvo la resistencia hasta el año 1939. Durante los primeros bombardeos aéreos realizados en diciembre, la Puerta del Sol sufrió parte de la destrucción de su adoquinado y de algunas casas circundantes debido a la explosión de diversas bombas (bombardeos del 9 y 10 de noviembre). De los bombardeos aéreos posteriores, uno de los más graves para la Plaza fue el realizado el día 17 de noviembre de 1936 en el que una bomba explosionó en la esquina con la calle de Alcalá abriendo un cráter de veinte metros de diámetro y quince de profundidad; su ímpetu fue tal que levantó los carriles del metro y los sacó a la superficie. La intensa violencia de los ataques aéreos fue disminuyendo en los primeros días de diciembre, y posteriormente se fueron ampliando los ataques artilleros desde las baterías artilleras ubicadas en la Casa de Campo (en su cota más elevada, denominada el Cerro Garabitas). Estos bombardeos artilleros hicieron que el área de la Puerta del Sol se encontrase al alcance de la artillería y fuera afectada frecuentemente por la explosión de diversos proyectiles de 155 milímetros (la vecina Gran Vía precisamente fue conocida durante la Guerra como "la Avenida del quince y medio" por la frecuencia de los impactos de ese calibre). La Puerta del Sol no se libró de esos bombardeos del quince y medio, y era afectada a diario por la artillería de las tropas sublevadas. El año 1936 se despidió con el bombardeo de la Puerta del Sol, en el que los artilleros de Garabitas lanzaron, durante las campanadas de medianoche en Nochevieja, doce proyectiles sobre la Puerta del Sol.
El aspecto de la Puerta del Sol durante el conflicto era similar al de otras zonas atacadas en el centro de Madrid, casas demolidas, fachadas dañadas, cráteres por las calles, desorden del mobiliario urbano. Esta situación era compartida igualmente con el barrio de Argüelles. En uno de los bombardeos aéreos, una de las esferas del reloj de Gobernación fue dañada por un proyectil y posteriormente se hicieron colectas populares para su restauración. El 1 de abril Franco firmó el último parte de guerra dando por finalizada la guerra, y sus tropas entraron y ocuparon la Puerta del Sol. Se inició el periodo de posguerra y las consecuentes restauraciones de los daños causados por el conflicto sobre este lugar, así como de los edificios circundantes.

### Período de posguerra

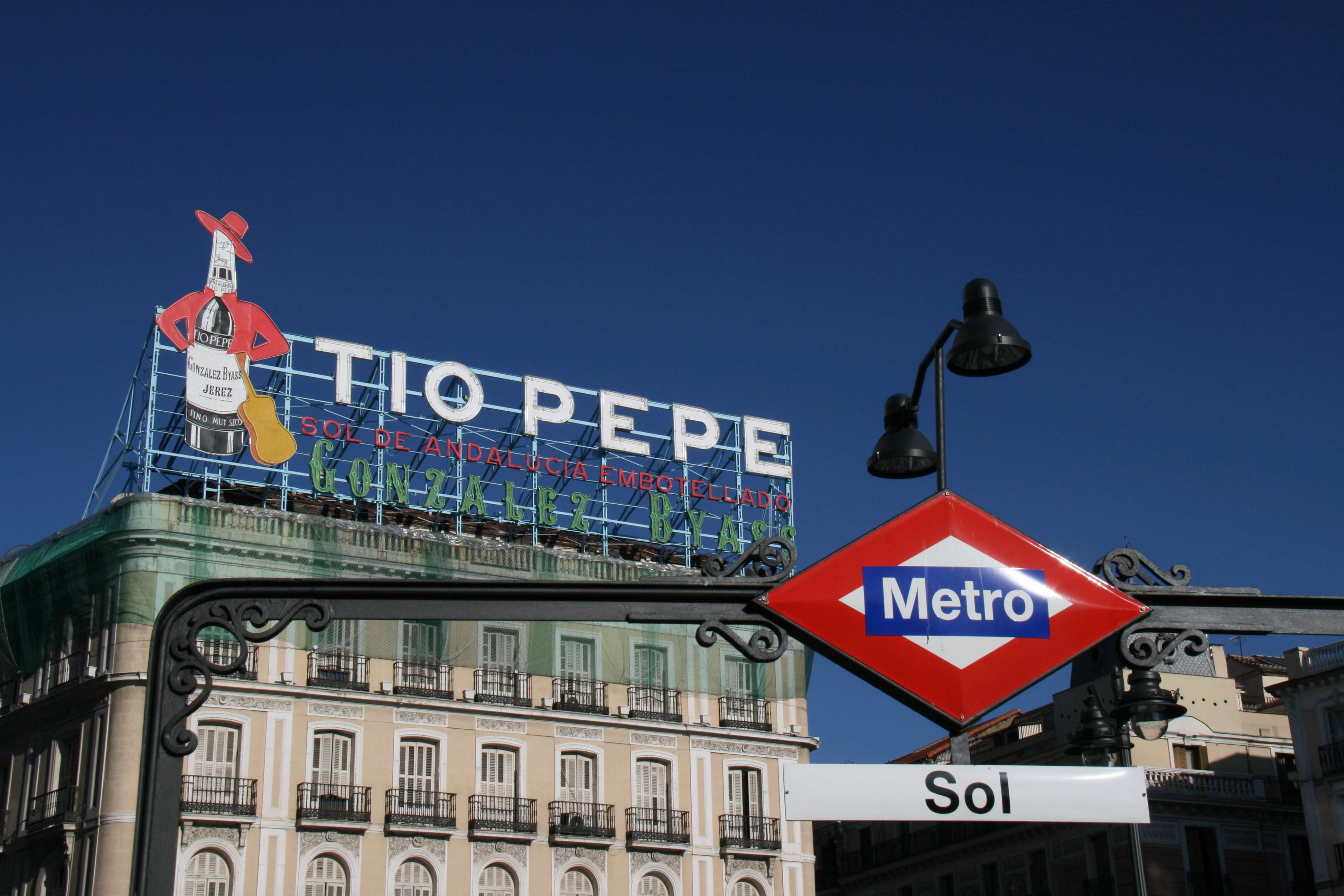
El cartel luminoso de "Tío Pepe", colocado en los años 1960, fue uno de entre tantos otros luminosos colocados en el mismo sitio.

Nada más ser ocupada por las tropas franquistas, las autoridades militares consideraron necesario cambiar el paisaje físico de Madrid como parte del proceso general de "limpieza" de la vida moral y política del país. El nuevo régimen franquista asociaba la Puerta del Sol con la extinta República y los movimientos revolucionarios, pues había sido tradicional punto de encuentro de la izquierda. Ya el 19 de mayo de 1939, el ministro de Gobernación (y cuñado del dictador) Serrano Suñer mantuvo conversaciones con el consistorio para tratar sobre la reconstrucción de la capital; durante la posterior rueda de prensa, afirmó que el fin que se perseguía era el de «acabar con la españolería trágica del Madrid decadente y castizo, aunque hayan de desaparecer la Puerta del Sol y ese edificio de Gobernación, que es un caldo de cultivo de los peores gérmenes políticos». El diario Informaciones, de línea editorial pronazi, expresaba el 7 de julio de 1939 su satisfacción por la aparente pérdida de popularidad de esta plaza entre las clases populares madrileñas. Como parte de este plan, el arquitecto Antonio Palacios llegó a diseñar una plataforma elevada de doble piso de vidrio reforzado en plena plaza, con capacidad para 52 000 personas, pero los grandes proyectos para crear un Madrid imperial completamente nuevo no se realizarían por motivos económicos, limitándose a una depuración de nombres en calles y edificios realizada en abril de 1939 para exaltar a los héroes de la reciente Cruzada (avenida del Generalísimo Franco, avenida de José Antonio...).
Durante este periodo de posguerra, ya en plena época de la dictadura de Franco, el edificio sur denominado de Correos es empleado como jefatura de policía y Dirección General de Seguridad del Estado (DGSE). Los sótanos se llenan de presos socialistas y comunistas que han sido detenidos por los agentes de policía. Algunos de estos presos eran retenidos en los sótanos durante un periodo de setenta y dos horas sin que se hubieran formulado cargos en su contra. También tras la Guerra Civil, los grandes almacenes El Corte Inglés adquieren una finca en la calle de Preciados n.º 3: es un edificio de varias plantas dedicadas a una venta específica. Los centros comerciales acrecientan su presencia y aparecen algunos de ellos en las calles cercanas a la Puerta del Sol: Almacenes Arias (Saldos Arias), Galerías Preciados, el Bazar de la Unión (a partir de 1958 el local se convirtió en un autoservicio denominado Tobogán), etc. Se diseminan diferentes vendedores de lotería, quioscos de periódicos, limpiabotas, etc. 
En 1950, el arquitecto municipal Herrero de Palacios dirige una reforma de la Puerta del Sol con el objeto de renovar el mobiliario urbano de la plaza. El régimen político establecido por Franco vigila el área y evita que sea lugar de reunión; es por esta razón que Luis Moya en 1962 afirma que "la función política de la Puerta del Sol finalizó en 1936 (...) ahora es una discreta plaza céntrica, con una circulación adecuada a su medida, con jardines y fuentes, con tiendas y oficinas... ". 
Existe una disputa entre literaria y urbanística, que inicia Fernández de los Ríos al afirmar que la Puerta del Sol ha dejado de ser el centro de la Villa en beneficio de la Gran Vía. Tal disputa se llevó a los tribunales debido a que el "centro" servía de referencia en el cálculo de distancias para las instalaciones de gasolineras en un radio de quince kilómetros de las poblaciones de más de cincuenta mil habitantes. Las Estaciones de Servicio San Fernando era la parte demandante. Finalmente el Tribunal Supremo, en sentencia de 1967 mediante refrendamiento del Ayuntamiento de Madrid, confirma que el centro de Madrid es la Puerta del Sol.
Se desmantelan algunas de las líneas de tranvía que pasan por el centro, sobre todo aquellas que van desde la calle de Alcalá. Esta operación de desmantelamiento dirigida por el arquitecto municipal Manuel Herrero de Palacios facilitó el tránsito rodado a través de la Puerta del Sol. En el año 1950 se coloca frente a la puerta principal del Edificio de Gobernación una placa horizontal sobre el suelo que representa el famoso Kilómetro Cero origen de las seis carreteras radiales que salen de la Capital. Se convirtió en lugar de reunión y punto de encuentro. Este centro geográfico se volvió a calcular en el año 1978 y se ubicó de nuevo detrás del Museo del Prado. De la misma época data la medida de 635,50 metros de altitud sobre el nivel medio del mar en Alicante, medida que sirve para trazar las modificaciones del metro. En los años sesenta se pone de moda colocar un gran árbol de Navidad iluminado en el centro de la Plaza. En la reforma de la Puerta (el alcalde era Moreno Torres) de 1951 se colocan dos fuentes gemelas, denominadas popularmente como «El dos de oros» o «Los ceniceros», ambas obra de Herrero de Palacios.
En los años sesenta el flujo diario de personas a lo largo de la Puerta del Sol lleva a Rafael García Serrano a mencionar que «vuelca como una olla» personas hacia la plaza de Oriente, desde la calle de Carretas, Espoz y Mina, Alcalá, la calle de Carmen, del Correo y Montera: todas proporcionan gente a la puerta. La calle Mayor y la Carrera de San Jerónimo no contribuyen al flujo neto de la misma. En el año 1951 los trolebuses sustituyen a los tranvías eléctricos en la Puerta del Sol, aunque los tranvías seguirán circulando por Madrid hasta los años sesenta. Se establece por primera vez la cabalgata de los Reyes Magos. Poco a poco van desapareciendo los hoteles instalados en el siglo pasado, los locales son adquiridos para crear centros comerciales, pensiones y oficinas, apenas viviendas. Los abundantes anuncios que rodeaban los balcones de la Puerta del Sol, que tan populares fueron en la posguerra, son eliminados progresivamente. Uno de los anuncios finalmente queda salvado de esa eliminación, el anuncio luminoso de «Tío Pepe» (cuyo nombre responde a José Ángel de la Peña, pariente del fundador de González Byass), debido a un impedimento económico: el alto coste de su retirada. Esta situación hace que este cartel, en el que aparece una botella de Jerez ideada por Luis Pérez Solero (botella vestida con una chaquetilla, una guitarra y un sombrero), se convierta en un símbolo moderno de la Puerta de Sol. El cartel permaneció en su sitio, y en los años ochenta se optó por su conservación (junto con el luminoso de Schweppes del edificio Carrión), gracias a una votación popular que decidió mantenerlos en su lugar.
La retransmisión de las doce campanadas, que hasta entonces se seguía únicamente por radio, comenzó en Televisión Española en el año 1962. Durante muchos años, sobre todo cuando solo existían las dos cadenas de televisión pública, se televisaban desde la Puerta del Sol de Madrid, salvo las de 1973, retransmitidas desde Barcelona. El reloj de la Puerta del Sol sigue con el mismo ritual anual: 35 segundos antes de las doce, una bola en lo alto del reloj baja, sonando un carrillón. Después suenan cuatro campanas dobles representando los cuatro cuartos, y por último, a las doce en punto comienzan las doce campanadas, una cada tres segundos aproximadamente. 

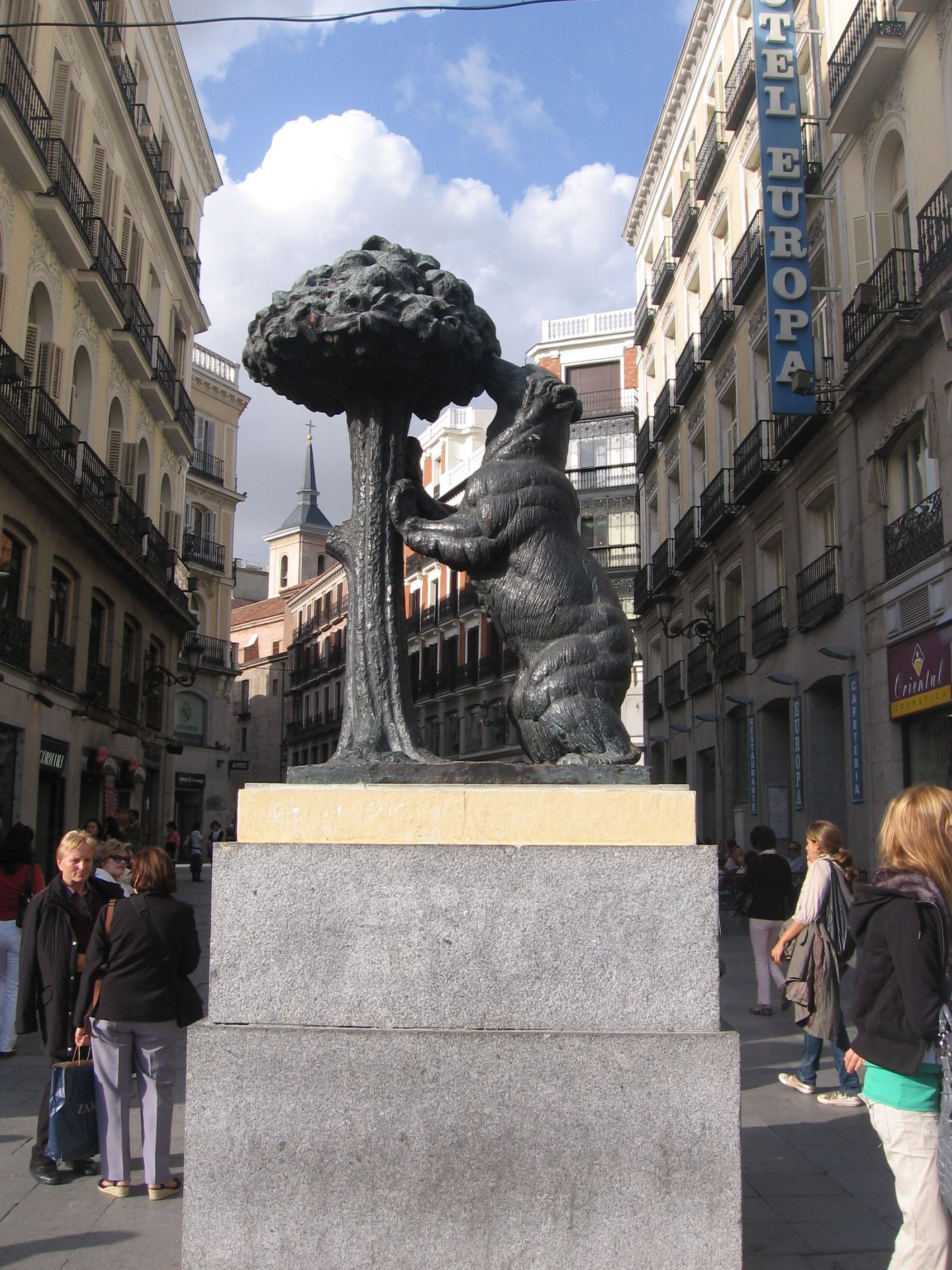
Estatua del Oso y el Madroño, colocada en la plaza en 1967.

En el año 1967 se coloca en la plaza una estatua de cuatro metros de altura con la figura del Oso y del Madroño, obra realizada por el escultor Antonio Navarro Santafé. La estatua colocada en la zona de entrada por la calle de Alcalá representa los símbolos heráldicos de Madrid. Esta estatua irá colocándose en diversos emplazamientos de la plaza a lo largo de la historia. Por aquella época las calles solían ofrecen numerosos puestos de perritos calientes. Poco a poco los cafés de tertulia desaparecerían del centro de Madrid. Uno de los últimos cafés de tertulia en la Puerta del Sol fue el Café Universal (conocido también como el café de los Espejos) que cerraría sus puertas finalmente el 9 de enero de 1974. 
El 13 de septiembre de 1974 ETA-V Asamblea comete el denominado atentado de la Calle del Correo, vía adyacente al edificio de gobernación: una bomba explosiona a mediodía en la cafetería Rolando y causa doce muertos y más de setenta heridos. En el año 1986 se remodelan las fachadas de los edificios (en un montante de catorce edificios) de la Puerta del Sol. La iluminación instalada por el Ayuntamiento se designó por los madrileños como un bosque fálico.
En plena movida madrileña el grupo de música pop Mecano emite un sencillo titulado Un año más en el que dedica una canción a las campanadas y las doce uvas de Nochevieja. Durante el año 1986 se realizan algunas renovaciones estéticas en la plaza: de ellas se encargan Javier Ortega y Antonio Rivière, bajo la supervisión de Antón Capitel. Las fuentes gemelas que se pusieron en las reformas anteriores del año 1950 se trasladaron al Paseo de García Lorca, en Vallecas, y fueron substituidas por otras, construidas por Ángel Rivière Gómez y Jaime Ortega Vidal. El alcalde Enrique Tierno Galván hace regresar a la Puerta del Sol la estatua de la Mariblanca y la coloca en medio de una parada superficial de autobuses. Se decide cerrar sucesivamnete algunas calles al tráfico rodado: una de las primeras es la calle Preciados, posteriormente la calle del Carmen y finalmente Montera. La Puerta se convierte en un reclamo de recolección para el banco de sangre que se instala periódicamente en su área.

## ElsigloXXI

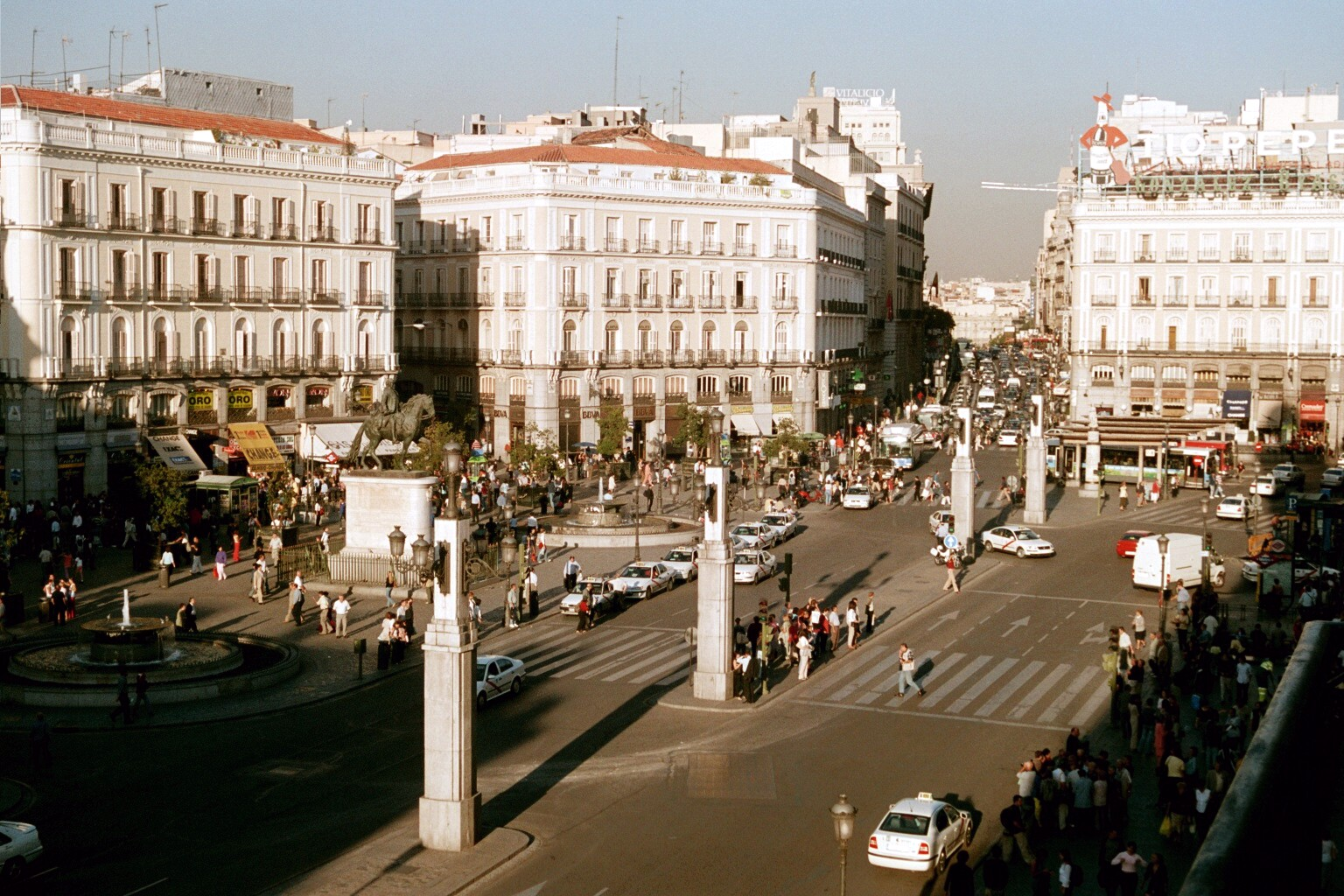
Puerta del Sol antes de la remodelación de 2005. Se pueden ver las 'polémicas' farolas que los madrileños tildaron de «supositorios».

Una de las figuras que adornan la Puerta del Sol en la actualidad es la Estatua ecuestre de Carlos III, que se colocó en el año 1994 casi en el centro de la plaza. Se trata de una reproducción en bronce de Miguel Ángel Rodríguez y Eduardo Zancada de una obra de Juan Pascual de Mena conservada en la Real Academia de Bellas Artes de San Fernando; su ubicación final fue sometida a votación popular. Entre los sitios de la Puerta del Sol que se han convertido en lugares de encuentro, uno de los más populares es el kilómetro cero. La popularidad de este punto de reunión hace que en el año 2000 se ruede una película sobre el tema, Km. 0. En 2002 se hace famoso el recorrido cultural conocido como la noche de Max Estrella, que pasa por la Puerta del Sol. En 2006 el Hotel París cierra definitivamente.
En recuerdo de las víctimas de los atentados del 11 de marzo de 2004 y de las personas que colaboraron en las operaciones de rescate tras la catástrofe, se colocó una placa de mármol en la fachada del edificio de Correos. Unas obras de mejora de los accesos de la estación de Metro hacen que en mayo de 2006 aparezcan los restos de la iglesia del Buen Suceso. Los restos aparecidos corresponden a los cimientos de la fachada principal (ubicados justo enfrente del edificio de «Tío Pepe») y a los arranques laterales. Durante la excavación se recuperaron restos humanos, posiblemente de la Guerra de la Independencia y de los fusilamientos del dos de mayo. Se investigaron igualmente las primitivas canalizaciones de las primeras ubicaciones de la fuente de la Mariblanca. 
La Puerta del Sol se convierte en lugar de congregación de tiendas de informática y telecomunicaciones. Se abre a finales de junio de 2014 la tienda número 101 del Apple Store, ocupando parte del edificio del antiguo Hotel París, provocando además que el anuncio de Tío Pepe ubicado en la azotea de dicho edificio pase a ubicarse en la azotea del edificio central, frente a la casa de correos. Vodafone España ubica una tienda en la Plaza y logra mediante una negociación con la compañía metropolitana que la estación de Metro se denomine "Vodafone Sol" desde junio de 2013 y por un periodo de vigencia de tres años.   

### La reforma de 2005

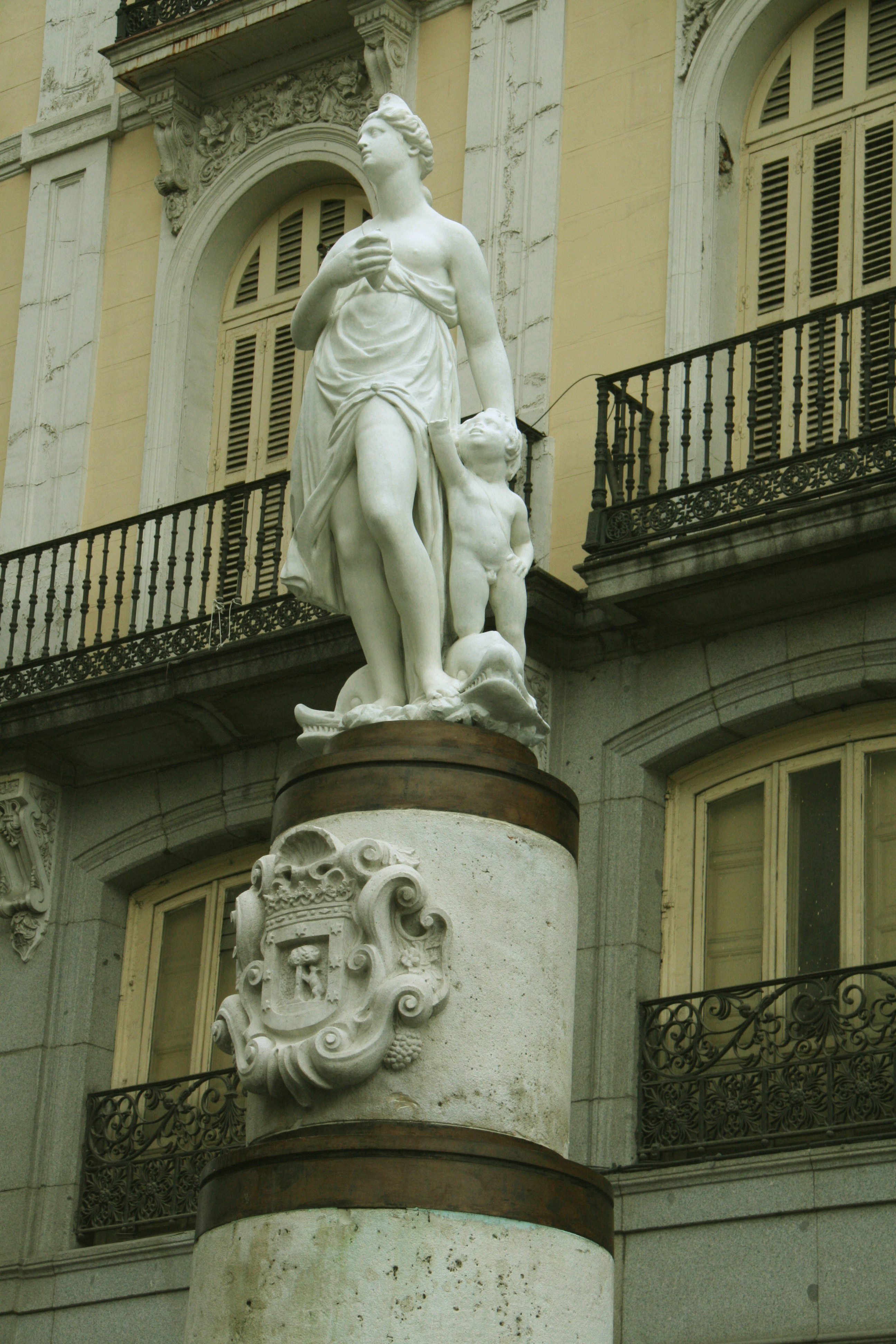
La estatua de la Mariblanca en su ubicación actual.

La segunda remodelación de la Puerta del Sol comenzó en el año 2005 y finalizó en junio de 2009. Los objetivos de las obras fueron el de incrementar la zona peatonal (permitiendo una redistribución del espacio central de la plaza), reducir el tráfico rodado, completar el proceso de peatonalización de las calles de Arenal y Montera, realizar la conexión de la red de Metro con la de Cercanías (afectando a la zona este de la plaza) y suprimir las paradas de la EMT (desplazadas a la confluencia de Sevilla con Alcalá). La conexión con Cercanías permitió la construcción de un nuevo andén a gran profundidad y conectar directamente con las estaciones de Nuevos Ministerios y Estación de Atocha. Las obras se asignaron a la constructora Sacyr Vallehermoso. Durante este intervalo de tiempo, algunos accesos se cortaron al tráfico rodado y la parte oriental de la plaza quedó prohibida a los viandantes mediante una valla metálica. Las obras de excavación se realizaron con el objeto de mejorar las infraestructuras de la estación de Metro, y al mismo tiempo hacer que la Puerta del Sol se conecte con las líneas de red de Cercanías. Esta conexión permitió que desde la Puerta del Sol se pudiera ir directamente a las principales estaciones ferroviarias de la ciudad: Atocha y Chamartín.

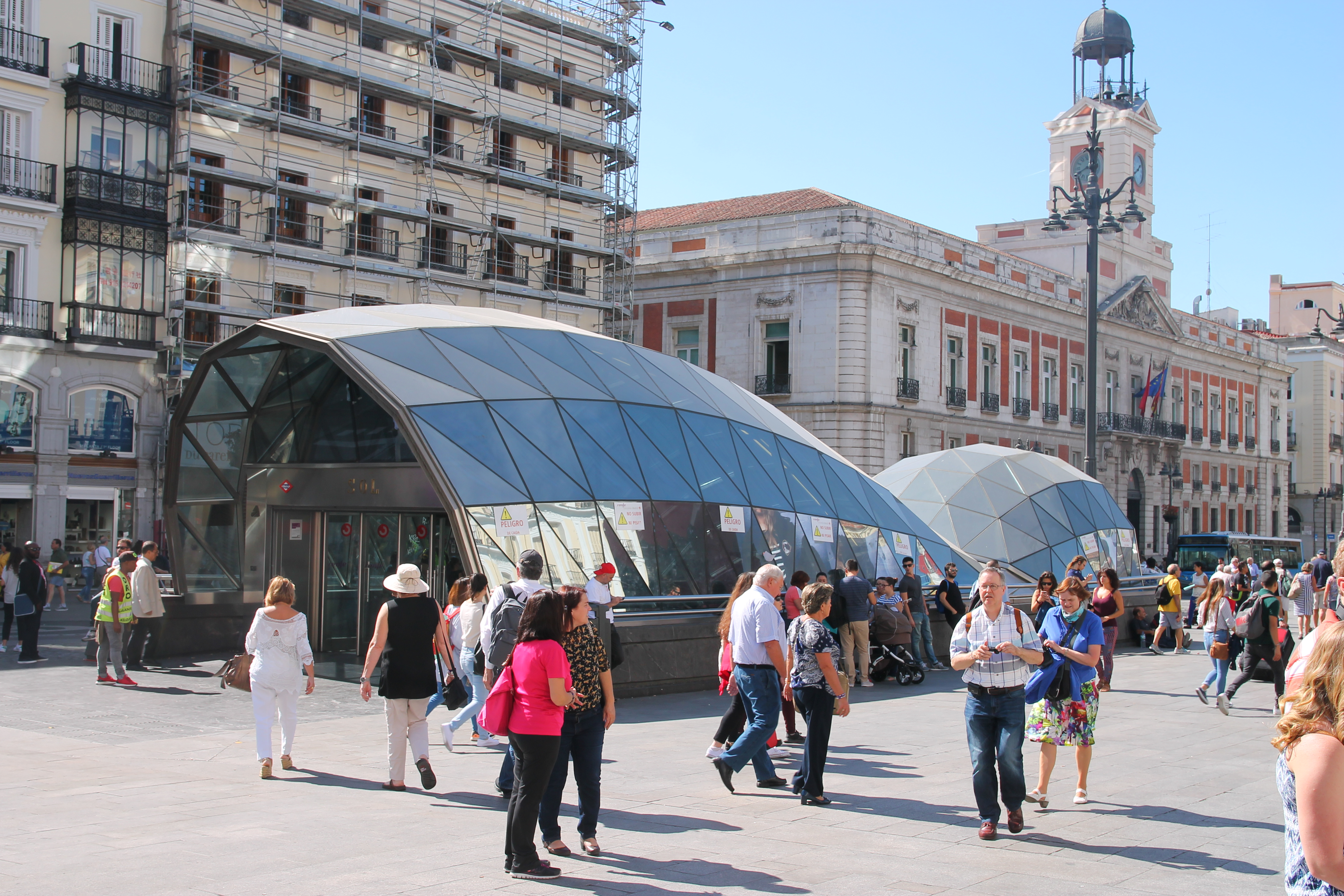
Boca de metro instalada en la reforma de 2005

Como resultado de las obras aparece una nueva boca de metro en la superficie: el templete diseñado por el arquitecto Antonio Fernández Alba y que es denominado popularmente como iglú de cristal. Se coloca de nuevo la estatua de la Mariblanca, esta vez en la cabecera de la calle Arenal. El 25 de septiembre de 2009 se cambia el emplazamiento de la estatua del oso y del madroño desde la entrada de la calle del Carmen a la cabecera de la calle de Alcalá, lugar original del primer emplazamiento de 1967. Se amplía la acera de la parte norte debido a que las calles Arenal, Preciados, Carmen, Montera y Alcalá (parcialmente) se convierten en peatonales. Se activa el acceso a la plaza con automóviles tan solo en el eje Mayor-Carrera de San Jerónimo. Con este proyecto y el de la peatonalización de la Plaza de Callao y la calle Preciados, se amplían varios centenares de metros cuadrados de calzada en la zona. Se añade una boca de metro (en total son tres). Se coloca una nueva placa conmemorativa del kilómetro cero, retirando la anterior, muy desgastada. La inauguración de la nueva Puerta del Sol, el 27 de junio de 2009, da fin a las reformas.
Las operaciones de reforma, cuyo efecto sensible fue el aumento de área peatonal, no afectaron solo al área de la superficie de la plaza (que ha quedado inalterable desde el primer ensanche de 1860). Las obras se centraron también en el subsuelo de la plaza. Durante la ejecución del movimiento de tierras en subsuelo, aparecieron por sorpresa en mayo de 2006 los pilares de la Iglesia del Buen Suceso (correspondientes a su fachada principal y a los arranques de las laterales). Se encuentran también restos humanos que se dataron de la época de la Guerra de la Independencia y que posiblemente fueran entierros de los fusilamientos del 2 de mayo de 1808. Este hallazgo arqueológico retrasó durante un año la finalización de la reforma de la Puerta. Tras su descubrimiento, se desmontaron las piedras y se procede a la reposición de los restos a una cota inferior. La solución final adoptada fue la de construir en la propia estación del intercambiador un espacio dedicado al hallazgo arqueológico. Dicho espacio incluye la posibilidad de admirar, dentro de la estación de Cercanías, los restos del pilar de la fachada de la Iglesia del Buen Suceso, separados del público mediante una vitrina de gran tamaño.

La vieja y la nueva placa del kilómetro cero colocada en 2009
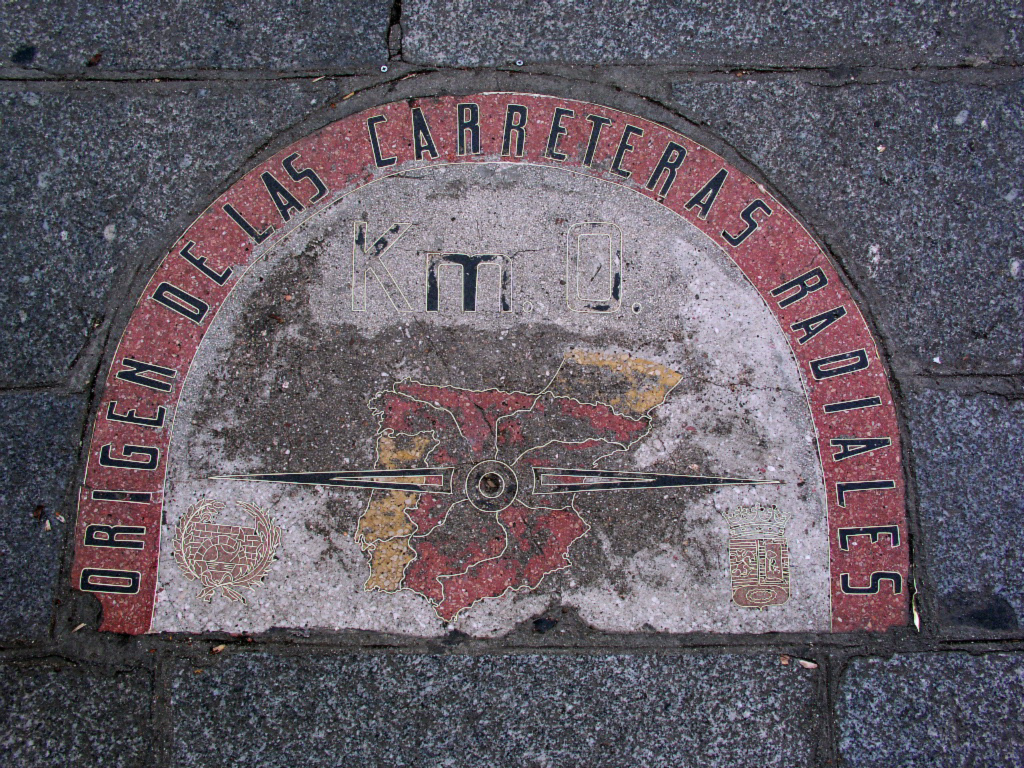
La placa antigua, desgastada por la costumbre de pisarla.
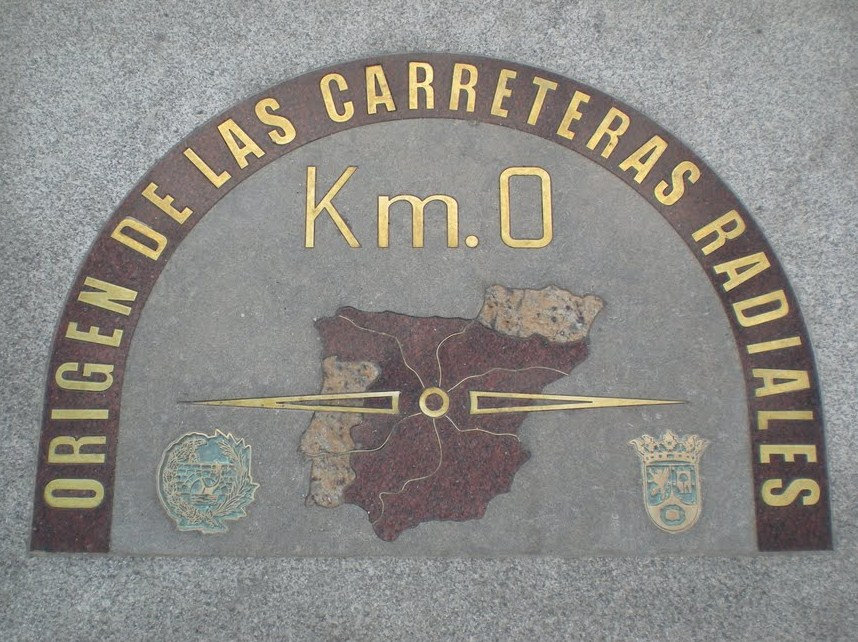
La nueva placa, colocada en 2009.

#### La plaza tras la reforma
La reforma dejó una plaza con algunas de las calles de acceso peatonales, y otras como Mayor, Alcalá, Carrera de San Jerónimo y Carretas con circulación automovilística restringida. La aparición y renovación de nuevos elementos urbanos tras la reforma de 2009, como son el denominado «iglú» central (salida del intercambiador), y el regreso de la estatua de la Mariblanca, hace que los patrones de lugares de citas en la Puerta del Sol cambien. La crisis económica hace que proliferen abundantes tiendas de compra y venta de oro, lo que provoca a su vez la circulación de diversos «hombres anuncio» con chalecos llamativos en busca de potenciales clientes vendedores. La estética y popularidad de ciertos artistas callejeros y corros de músicos hacen que en el espacio de la plaza vayan floreciendo diversos estilos.

### Movimiento 15-M
El 15 de mayo de 2011 tuvo lugar un evento que se inició con una manifestación convocada por la plataforma Democracia Real Ya en el que decenas de manifestantes acamparon en la plaza esa misma noche; sumándose al día siguiente más personas y llegando a millares en el transcurso de la semana siguiente. Dicho evento originaría las protestas contra el sistema político español y los privilegios de los políticos; reclamando un cambio político, social y económico en España. Desde esta plaza, las revueltas se extendieron a otras ciudades españolas como: Barcelona, Santa Cruz de Tenerife, Sevilla, Palma de Mallorca, Valencia, etc. siguiendo el ejemplo de la capital. Se convierte así la plaza en el símbolo del Movimiento 15M. Tras varias semanas de acampada, los comerciantes cercanos comenzaron a mostrar quejas, alegando que sus ventas caían en picado. El 19 de junio se propuso su disolución y así la mayoría abandonó la Puerta del Sol. Los "indignados" decidieron abandonar la plaza para movilizarse por las calles de Madrid en forma de manifestación. No sin dejar un punto de información permanente en esta plaza. El día 2 de agosto, la Policía Nacional desalojó a los últimos acampados.

### La reforma de 2022
La tercera remodelación de la Puerta del Sol, peatonalizó toda la zona y que dio una imagen nueva a su entorno, reordenando todos los elementos de la plaza. Comenzó en marzo de 2022 y terminó en el tercer trimestre de 2023. Estas obras implicarron la sustitución del pavimento y del alumbrado, además de la integración de nuevo mobiliario urbano y reubicación de elementos como los quioscos, así como la desaparición de las dos fuentes, que fueron sustituidas por una nueva de mayores dimensiones, donde se colocó la estatua ecuestre de Carlos III. De esta obra todavía quedó pendiente cambiar la boca principal de acceso a la estación de metro y Cercanías, conocida como la ballena, por una estructura de vidrio.